# ホロドモール

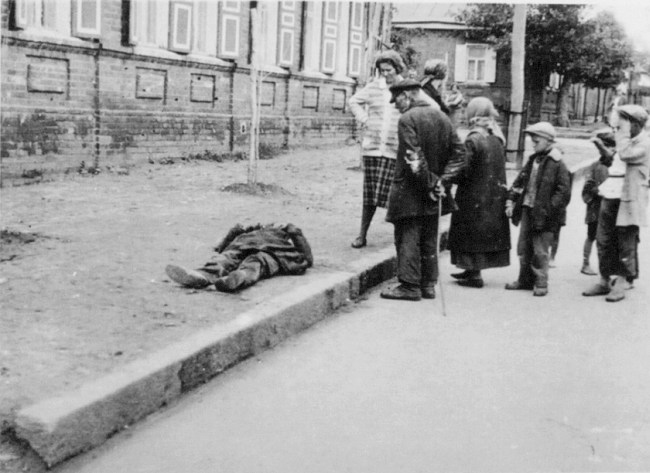
ホロドモールによる餓死者とされる写真。群集が集まる中、路上に放置されている。

ホロドモール（ウクライナ語: Голодомо́р; ロシア語: Голод в Украине; 英語: Holodomor）は、ウクライナ語で飢え・飢饉を意味するホロド（ウクライナ語: Голодо）と、殺害、絶滅、抹殺、または疫病を意味するモル（мо́р）との合成語・造語 で、飢餓による殺害 (death by hunger) を意味する。具体的には、1932年から1933年（または1934年）にかけてウクライナ・北カフカース・クバーニなどウクライナ人が住んでいた地域をはじめ、カザフスタンなど、ソビエト連邦各地でおきた大飢饉を指す。この飢饉は、当時のソ連のスターリン政権による計画的・意図的な飢餓、または不作為による人災、人工的・人為的な大飢饉であったことが明らかになっている。ソ連政府の五カ年計画において、コルホーズ（集団農場）による農業の集団化や、クラーク（富農）撲滅運動において反ソ連分子を強制収容所（グラグ）に収容したり、さらに穀物の強制徴発、ノルマを達成しない農民への弾圧や処罰などを原因として発生した。「富農」と認定されたウクライナ農民たちはソ連政府による強制移住により家畜や農地を奪われ、「富農」と認定されなくとも、少ない食料や種子にいたるまで強制的に収奪された結果、大規模な飢饉が発生し、330万人から数百万人ともされる餓死者・犠牲者を出した。
特にウクライナでの被害が甚大で、かつウクライナを標的としたソビエトの政策が飢饉の原因であったことから、ホロドモールはソビエトの政策に抵抗したウクライナの農民に対するソビエト国家による攻撃の集大成であるともされる。ホロドモールがジェノサイドに該当するかについては議論がある。ウクライナ飢饉、飢餓テロや飢餓ジェノサイド、スターリン飢饉などとも呼ばれる。

## 概要

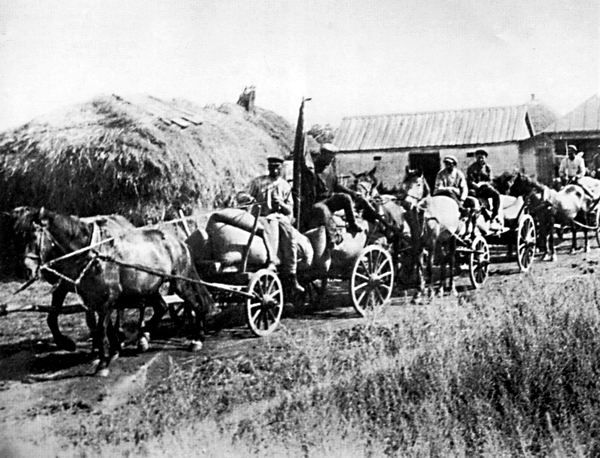
ハルキウ州で行われた「プロレタリア革命の波」と呼ばれるコルホーズからのパンの強制収集。

飢餓により街頭に倒れ込んでいる農民と気にすることなく通り過ぎるようになった人々。（1933年）

ロシア革命後、ウクライナでは自治運動が展開したが、ソビエト・ウクライナ戦争（1917-21年）やロシア内戦でのボリシェビキ勝利により、1919年のウクライナ社会主義ソビエト共和国の成立を経て、1922年にはロシア・ソビエト連邦社会主義共和国や白ロシア・ソビエト社会主義共和国とともにソビエト連邦を構成した。ボリシェビキは、食糧独占令（1918年）により穀物徴発を開始するとともに、「クラーク（富農）」を「人民の敵」であるとして逮捕し、強制収容所に連行するクラーク撲滅運動も開始した。ソビエト・ロシアにとって、ウクライナから収穫される小麦の輸出は貴重な外貨獲得手段であった。飢餓が発生してもウクライナの小麦は徴発され、輸出に回され続けたため、それが更なる食糧不足を招くことになった（飢餓輸出）。富農撲滅運動（ラスクウーラチヴァニェ）の名の下での反革命分子の粛清・殺戮、コルホーズによる強制農業集団化によって多数の犠牲が生じた。さらにウクライナ語の禁止なども行われた。ウクライナ飢饉はスターリンによる強力な意図を持った強制封鎖によるものであったとされる。

### 地域
ホロドモールの主な地域は以下の通り
- ソビエト連邦のウクライナ社会主義ソビエト共和国
- カザフ・ソビエト社会主義共和国
- ロシア・ソビエト連邦社会主義共和国のクバーニ、ヴォルガ川沿岸地域、南ウラル、北シベリアなど。

## 背景

### レーニン政府とウクライナ

#### ソビエト・ウクライナ戦争
1917年2月にロシアで二月革命が起きると、ウクライナでは3月に自治組織ウクライナ中央ラーダが組織され、5月にはロシア臨時政府に自治を認めるよう要求したが、臨時政府は拒否した。6月、ウクライナ中央ラーダは「ウクライナ人民は自分の土地で自分の生活を自分で決める権利を持つ」とする第1次宣言を出した。キエフ出身のチェレシチェンコ外相、ケレンスキー、ツェレチェリらソビエト指導部とラーダはキエフで6月30日に会談し、中央ラーダをウクライナ統治の最高機関として承認した。しかし、立憲民主党（カデット）の三人の大臣が強く自治に反対し、抗議辞任した。
ボリシェヴィキによる十月革命が起きると、中央ラーダは10月29日に臨時政府系のキエフ軍管区司令部に対してウクライナ共産党の釈放とキエフからの退去を要求した。しかし、中央ラーダは全ての社会主義者による政権を望んでおり、1917年11月7日、中央ラーダはウクライナ人民共和国の成立を宣言した。ボリシェヴィキは11月15日にスターリン署名で「ロシア諸民族の自治権」布告を出していたが中央ラーダとレーニン政府の対立は深刻なものとなった。11月にロシア系の労兵ソヴィエトがドンのカレージン軍と敵対すると、これに対して中央ラーダ政府がソヴィエトの武装解除を開始した。12月3日、人民委員会議がウクライナによるソヴィエト派の武装解除の中止を求めたが、ウクライナ側は自治権の侵害だと拒否した。ウクライナに対抗してボリシェヴィキはハリコフで傀儡政権ウクライナソビエト共和国樹立を宣言し、12月にはソビエト軍（遠征軍）がウクライナ侵攻を開始した。1918年1月、キエフ総攻撃が始まるとウクライナのラーダ政府はキエフを脱出し、西へ向かい、ドイツ・オーストリアの中央同盟国との交渉に入った。1月26日、ソビエト軍はキエフを占領したが、2月末にドイツ・オーストリアが奪還し、3月にはドイツ・オーストリアとロシアとの講和条約ブレスト＝リトフスク条約が締結され、ロシアはウクライナから退却した。ロシア・ソビエトによるウクライナ侵攻によって、ウクライナ農民はソビエトに不信の念を強めた。

#### クラーク撲滅と穀物徴発の始まり
ロシア革命によって、地主階級は完全に消滅し、また、共同体（ミール）復活により自作農も消滅した。土地の急激な国有化によって農業生産は重大な打撃を受け、さらにロシア内戦（1917-22年）でロシア社会は疲弊した。
レーニンは、農村共同体ミールが実質的に村の指導部となったことは社会主義化を妨げるとみなし、「プチブル的地主は、土地貴族と資本家を倒すために、我々プロレタリアートと手を組むが、その後、我々とは袂を分かつ。その後、我々は断固として、容赦無く、彼らとの戦いに没頭しなければならない」と宣言した。レーニンは、反ボリシェヴィキ、反白軍の緑軍が1918年に蜂起すると、赤軍に緑軍の変装をしたうえで「10ないし20露里進むごとにクラークと司祭と地主を吊るし首にせよ。賞金は一人吊るすごとに100,000ルーヴリ」と命じた。
スヴェルドローフは1918年5月に「我々は農村を階級によって分割し、対立するふたつの勢力にわけ、富農に対する貧農階級をつくるという問題にもっと真剣に取り組まねばならない」と演説で語り、ボリシェヴィキは農村にこれまでになかった「階級闘争」を作ることとした。
1918年5月9日に公布された食糧独占令（食料独裁令）では、自由取引を禁止して農産物を国家専売とし、さらに割り当てを超えた余剰穀物の徴発権限を食糧委員会に与え、余剰穀物を保有するクラークに対する闘争のために貧農は団結しなければならないとされた。労働者からなる「食糧徴発隊」が結成され、自由に「クラーク」を逮捕し、証拠もないまま鞭打ちし、徴発した穀物でウオッカを作った。食糧徴発隊は1918年7月に1万人強だったが、1920年には45000人に増大した。
1918年6月11日には、農村に富農撲滅のためのコンベード（貧農委員会）が設置された。コンベードは共産党員や都市の労働者、および「貧農」や「農村プロレタリアート」と認定された人々によって指導され、「富農」として認定された農民の土地、食糧、家畜、武器を没収した。1918年11月には総計12万2000の貧農委員会が設置された。都市の党員で組織された活動分子（アクテヴィスト）が12万5000人以上、農村に派遣された。貧農委員会はロシアでは一時解散されたが、1920年5月9日にはウクライナで再設置された。これはやがてコムネザーム（非富裕農民委員会）として組織され、ウクライナの農村で権力を握るクラークによる盗賊的行為を根絶することを任務とした。コムネザームの指導者は多くがロシア系であり、ウクライナ語を話すものは22.7%しかいなかった。そこで都市部の党員数千人が地方に派遣された。
1918年7月には労働者を優位とし、農民の格下げを開始し、具体的には、労働者の代表者を選ぶのに25000票で足りたのに対して、農民の代表者を選ぶのに12万5000票が必要とされた（比率5対1）。
1918年8月、レーニンは富裕層から25人-30人の「人質」をとることを命令し、情報提供者には穀物を報償として与えるとした。。これらの政策は「戦時共産主義」のなかでの政策とされるが、内戦はこのときまだ本格化しておらず、レーニンはこうした農村政策によってロシアを完全に社会主義化することを意図した。

#### ウクライナへの再侵攻とポーランドの介入
1918年11月11日に第一次世界大戦でドイツ軍、オーストリア軍が敗北すると、12月にウクライナの編入を目指すレーニン政権は再び、ウクライナ侵攻を開始し、1919年1月6日には、ハルキウでソビエトの傀儡政権ウクライナ社会主義ソビエト共和国樹立が宣言された。2月5日にソビエト軍がキエフを占領すると、2月11日にウクライナに対して、一人当たり消費量を130kgとし、それを超える「余剰穀物」の徴発を命じ、3月19日には82万トンの穀物の徴発を命じた。計画では1919年中に231万7000トンの穀物を徴発する予定であったが、実際に徴発されたのは42万3000トンにとどまった。また、農民には、すべての労働者への食料供給に応じられるだけの、十分な農産物の生産が義務化され、薪（たきぎ）の調達や除雪作業などの労働義務も課された。1919年1月の穀物徴発令で穀物の徴発が強化された。
こうしたボリシェヴィキの強硬策に対してウクライナでは反発が強まり、ウクライナでは1919年4月に93回、5月に29回、6月に63回の暴動が発生。4月から7月までに合計300回の暴動が発生した。
1919年8月、デニーキンの白軍の侵攻により、赤軍はウクライナ東部から撤退。その間、ドニエプル川西部にウクライナ人民共和国が再建された。1919年10月2日、モスクワはウクライナソビエト政府を解散。ボリシェビキは、ウクライナ支配の失敗の原因を、ウクライナの民族主義にみた。
1920年3月、ソビエトがウクライナを制圧したが、ウクライナの民族主義者ペトリューラと結んだポーランドは1920年4月25日に攻撃を開始し、5月7日にキエフを占領した。6月にソビエト軍が反攻し、ポーランド軍を敗走させ、さらにポーランド領ビャウィストクにポーランド臨時政府を発足させた。これに対してイギリス、フランスの援護を受けたポーランド軍が反撃し、ソビエト軍を撃退した。10月に休戦協定を結び、1921年3月にリガ講和条約を締結し、白ロシアとウクライナの西部がポーランド領となった。

#### 農民反乱
1919年、ヴォルガ川流域で大きな反乱が起き、1919年5月にはウクライナでG.グリゴーリエフの反乱に2万人が参加した。同年夏にはウズベキスタンのフェルガナで農民がイスラムと手を組み赤軍と戦った。
1920年には凶作となり、国の指定する面積への穀物の種付けが農民に強制された。重い負担に不満をもった農民は1920年、ロシアのタンボフ県や西シベリアで反乱を起こした。タムボフ県では凶作と過酷な穀物徴発で飢饉が発生し、8月19日に徴発に反対する社会革命党のアレクサンドル・アントーノフが反乱を起こし、1921年初頭には5万人以上の農民が参加、1000人以上の党員が殺害され、60か所の国営農場が破壊された。農民軍に参加した25-80%は、貧農と中農で、労働者と平等の投票権と農業用の土地所有を求めた。1921年5月にトゥハチェフスキーが指導する赤軍が鎮圧した。
1920年には南ウクライナでもネストル・マフノが反ソビエト農民運動を組織して蜂起、農民4万人が参加した。反ソビエトゲリラは1921年末まで続き、1921年には赤軍正規軍が投入され、毒ガス弾も使用した熾烈なゲリラ掃討戦が実行された。ソビエトは、ウクライナの民族感情の強さを踏まえ、ウクライナの「独立」を認める形で支配することとなった。
1921年1月には、西シベリアで5万5000-6万の農民が反乱し、2月13日にはアルメニア人が蜂起し、首都エレヴァンを占拠した。

#### 1921-22年の飢饉
1921年1月には、燃料危機、運輸危機、食糧難が連鎖的に発生し、3月にはクロンシュタットの反乱も起きた。3月8日、クロンシュタットの反乱に際してレーニンは、穀物徴発をやめて自由取引に戻してしまうと白軍が勝利し、旧体制が復活してしまうと懸念を表明した。なお、白軍のデニーキンも「唯一の、不可分のロシア」を信奉し、ウクライナの独立は認めなかった。
1921年夏には旱魃で飢饉が発生し、犠牲が500万人となった。ウクライナだけでも100万人が餓死した。なお、1918-1920年の期間にも900万が死亡しており（第一次世界大戦の戦死者200万は除外される）、1918-1923年にはチフス、赤痢、コレラなどで300万人弱が死亡したとされるが、その多くは飢饉の際の飢餓の影響である。コンクエストは、内戦での犠牲は100万として計算すると高すぎるが、それで計算したとしても、600万が飢饉と農民戦争で死んだとする。
なお、ボリシェヴィキでは飢饉を革命に利用する思想があった。レーニンは、1891-92年のヴォルガ川流域飢饉に際し、知識人が飢饉への救済活動をはじめると「甘ったるい感傷行為」と否定し、飢饉は大衆を急進的にすると主張した。
1922年は豊作だった。
同時期には、党内でも民主化を求める声があがったため、党指導部は党員が過剰であるとの理由で党員をふるいにかける「党の総粛清」を開始、党歴の長さに応じてヒエラルキーがつくられ、古参党員による寡頭支配が成立し、1922年4月にスターリンが書記長に就任した。共産党にとっては工場労働者が支持母体であり、農民は潜在的には「敵」（反革命分子）とみなされていた。1923年、スターリンらはソ連体制の正当性を工場労働者からの支持に見出し、労働者の入党キャンペーンを展開したが、さらに党内対立を招いた。

### スターリンによる農村・ウクライナ統制の激化
ネップは市場経済を乱暴に拡大し、物価上昇を引き起こし、農村では物資が不足し、農村は都市への食料供給を停止するという経済危機となった。プロレタリアート階級の大半はネップに反対し、政権運営は危機に陥った。政府は1923-24年、大衆の怒りを鎮めるために「ネップマン」（私的商人）への攻撃を開始した。

#### 「反革命分子」の摘発
1923年に反革命分子として処刑されたものの67%は農民だった。1924年2月にウクライナで通達された秘密回状では、「反革命分子」とは、以下の者が該当するとされた。
「革命前のブルジョワ政党員、穀物連合会員、ボーイスカウトなど青年団体会員、旧内務省・警察・憲兵隊・司法省などの帝政ロシアの官僚および軍人、白軍、ウクライナ中央ラーダに雇用された者、正教会・カトリック・ユダヤ教の司祭など宗教組織のメンバー、商人・商店主・企業家・土地所有者・富農、職人、外国人および外国に親戚や知人を持つもの、帝政ロシアの学校の教員・学者、かつてスパイや密輸で有罪となったもの、およびその容疑者、そして自分の政治的立場を明らかにしていないもの」などであり、これらに該当する者はウクライナ人の大部分を占めた。
スターリンは1924年に「われわれ共産党員は特別な人間なのだ」「ボリシェヴィキ軍団の一員になるということは、何ものにも代えがたい名誉なのだ」と語り、当時影響力を持った書籍『共産党員の倫理』では、ボリシェヴィキは現代の支配階級であるプロレタリアートの代表であり、ボリシェヴィキとプロレタリアート以外の女性との結婚は、前世紀の伯爵と女中の結婚のように非難されるべきであると主張した。
1925年5月、スターリンは「ロシアのような後進国でも完全な社会主義を実現できる」とする一国社会主義論を唱え、金属工業を重視した。しかし、1925年に「商品飢饉」が起きると、スターリン政権は、穀物や木材の輸出による利益（差益）での解決を決定し、農民から穀物を安く買い上げた。

#### 1928年の穀物危機と「ネップマン」「クラーク」「ブルジョワ専門家」への弾圧
1927年から1928年にかけて、ふたたび穀物と消費財が不足した。これは、国が定める穀物価格があまりに低く、農民が穀物を売っても消費財を購入できなかったために、穀物を国家に引き渡すのをやめたことが原因であった。穀物の調達難は都市の食糧難を引き起こし、ソ連政府を崩壊させかねない危機となった。ブハーリンは穀物調達価格の引き上げを提案したが、トロツキー、カーメネフ、ジノヴィエフら合同反対派は、農民への譲歩は社会主義的工業化を遅らせるだけなので、強制収用に訴えても徴発すべきだと主張した。スターリンは当初ブハーリンを支持していたが、1927年12月の15回党大会以後、穀物危機はクラークのストライキが原因だと非難し、内戦時代のような農民からの強制収用を主張した。当時、プロレタリアート（労働者）階級の間では、革命で滅亡したはずのブルジョワは、「ネップマン」「クラーク」「ブルジョワ専門家」に姿をかえて復活しつつあるという懸念が広がっており、とくに1900年代と1910年代に生まれ、革命に遅れた若者世代は、革命期と内戦期の階級闘争を再現しようとするスターリンの主張を支持した。スターリンは若者の革命のロマンチシズムを求める風潮につけ込み、ソ連を外国の資本主義だけでなく、国内に潜む外国の手先と戦う国家として規定して、イギリスがスパイを送り込んでソ連を侵略しようとしているといった陰謀論などを新聞に満載し、恐怖心を煽り、潜在的な「敵」の摘発を奨励した。背景として1927年には、イギリスがゼネストへのソ連の関与を問題にして国交断絶を通告し、中国でも蒋介石の国民党政権がソ連に断交を宣言したことがあった。スターリンが戦争の恐怖を煽ったことで、ソ連国内ではパニックが起こり、買いだめに走った。
スターリン政権は穀物危機を解決するために、1918年の食料独裁令のような穀物供出を非常措置として命じ、不履行の場合は威嚇も用いて厳格化した。
しかし、1928年初頭の穀物調達危機は、工業製品が流通しなかったことで農産物を売却する意欲が農民において薄れたこと、行政の計画による失敗であった。1928年1月での穀物不足は216万トンで、「危機」というほどのものでもなく、家畜含めてほかの農産物は増えつつあり、1928年の農業総生産は2.4%増加していた。しかしスターリンは非常措置を実施、3万人の活動分子が農村に派遣され、地区の党内では粛清が進み、穀物市場は閉鎖され、農民は村の評議会への投票権を剥奪され、そのかわり、家族のない労働者がその権利を得た。集団農場コルホーズを設営し、農民をそこへ編入させていった。
1928年7月には、1926年に制定された条項107が農民に対して適用された。ルイコフは、適用されたケースの25%が貧農で、64%が中農、富農は5%でしかないと報告した。党内からの批判をうけて、1928年7月の大会で非常措置は撤回された。スターリンは演説で、「ネップでは農民には工業化を支えるための追加税がかけられているが、ソ連はこの追加税なしにはやっていけないのだ。しかし、農民はこの重負担に耐えることができるし、この負担は年々軽くなっていく。だいたい、社会主義国家において農民の搾取などできるはずがない」と演説し、農村における資本主義的分子を根絶しようと訴えた。
1928年初夏のシャーフトゥイ事件（シャフトゥイ事件）では、ドンバスの炭鉱地帯で技師53人が国際資本の手先として反革命的陰謀をもって反ソ連的破壊活動を行なったとして、スターリン、ルイコフ、オルジョニキッゼらが裁判を行い、5人が銃刑、40人が禁固刑になった。この事件は、スターリンが工業化を邪魔する者とみなしていた「ブルジョワ専門家」を排斥していくキャンペーンの端緒となった。
ネップ時代に私腹を肥やしたとされた「ネップマン」への攻撃も激化した。1926年に40万件あった事業主は1928年末までに懲罰的な重税によって消滅し、または警察によって閉鎖をよぎなくされた。「ネップマン」とレッテルを貼られた人々は逮捕され、公民権を喪失し、1928年に導入された配給カードも発行されず、公共住宅から締め出され、その家族の子供も学校から排除された。

#### ウラル・シベリア方式
1928年1月、スターリンは非常措置としての穀物の強制徴発をシベリアで直接実施し、穀物の調達難の原因を「クラーク（富農）」による売り惜しみ、怠慢、サボタージュにあるとし、弾圧を強め、危機の原因は富農にあると断言した。シベリア現地の農民が徴発量が多すぎると苦言をいうと、スターリンは富農が5万ー6万プードの大量を備蓄しているせいだと答えたが、この数字はなんの裏付けもない当てずっぽうな数字だった。
1928年末の穀物危機では、国家計画委員会も季節的現象が要因であったと報告したため、強硬手段を取れなかった政治局は、クラークが穀物を隠しているので徴発量を増やすが、これは「農民の意見の一致」によるという「ウラル・シベリア方式」を採用した。これにより、農村の党組織は、徴発命令を簡単には出せずに、集会で農民を説得しなければならなかった。しかし、穀物供出への反対意見や批判や苦情を述べた農民たちはクラークだと認定され、逮捕され財産没収され、協同組合から排除され、村の製粉機の使用も禁止され、その子供の通学も拒否され、また強制収容所への移住を強制された。共産党の強権的な徴発に対して、ウクライナの農村の貧農も中農もなんの魅力も感じないと回答していたが、やがて村の共産党官僚は、都市から派遣された労働者党員のような過酷な徴発（穀物の没収）を中農に対しても開始することとなった。

#### 五カ年計画

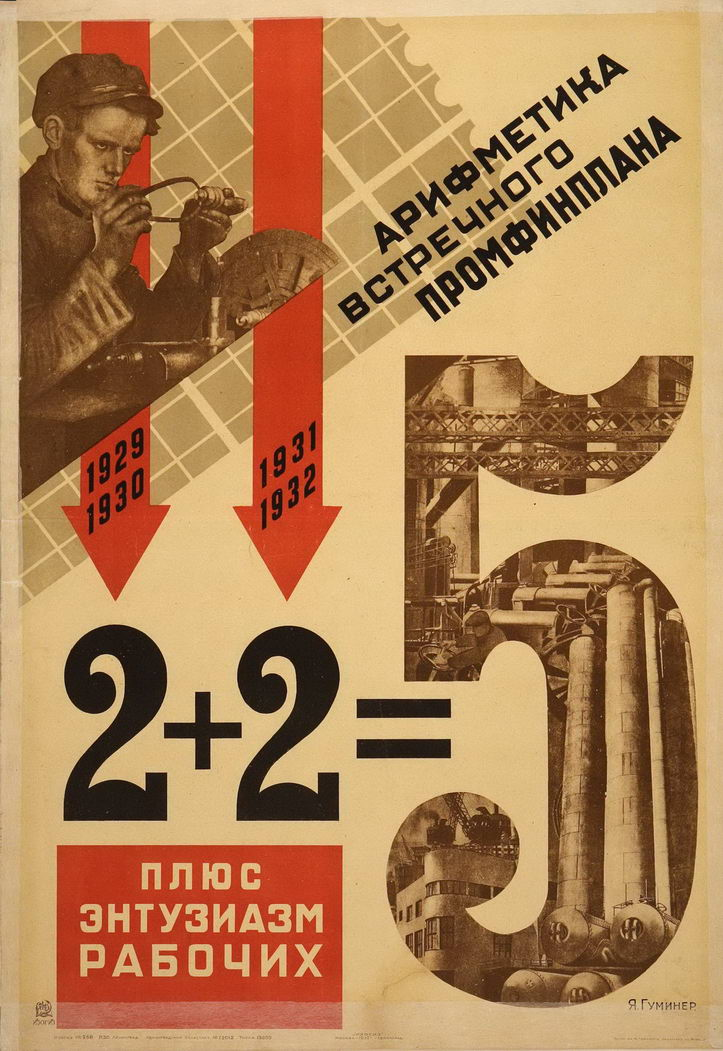
「2 + 2 = 5」というフレーズで五カ年計画の早期達成を扇動するソ連のポスター

ソ連政府は、経済停滞と資本主義を克服するために計画経済を目指した。1928年から1932年にかけてのスターリンの五カ年計画（1928-32年）では、共産主義を実現するために、工業化と、ソ連最大の社会集団である農民層を支配して農業の集団化が目指された。
五カ年計画では、国民経済への投資総額を645億リーブリとそれまでの五年間の2.4倍の規模となった。銑鉄や石炭の生産目標も高く設定された。しかし非現実的な計画によって工業生産成長率は低下した。スターリンは、この低下の原因を「ブルジョワ専門家」の妨害に求め、こうしたなか、クラークの抹殺が主張されていった。
この5年間の間に、数万人が処刑され、数十万人が衰弱死し、数百万人が餓死することとなった。
スターリンの五カ年計画では戦争の脅威を利用し、ブハーリンを共産党を武装解除させ、ソビエトを内部から崩壊させようとしていると非難した。こうして、スターリンは、「搾取階級を根こそぎ一掃する」と宣言し、党内の支持をとりつけるとともに、のちの大テロルで繰り返される国家権力による抑圧政策を合理化していった。

#### 農民たちの反抗と徴発強化
一方で、村人、農民たちの反抗も起きた。1928年6月、三人の「クラーク」によってロシアのイヴァノヴォの党書記が殺害される事件が起きた。10月にはコストロマーでコルホーズ議長や活動分子が射殺され、12月にはペンザで村ソビエト議長が殺害された。1927年から1929年にかけて、およそ300人の徴発員が殺害された。
ウクライナでは1929年に1262件の「クラークによるテロ」が発生した。ロシアではテロ事件が1002件発生し、384人が殺害された。3281人が有罪となったが、そのうち富農は1924人 (31.2%) で、1896人が中農、296人が貧農、67人が役人だった。富農も中農も貧農も農民たちは、穀物を荒れた土地や干し草のなかに隠したり、谷や森に埋めた。
1929年6月28日の法令で、農民は徴発義務を果たさなければ、罰金や財産没収が課せられるようになり、多くの農民が都市へ流出した。
シベリアでは1929年春までに、前年700万トンであったのが1900万トンと2.7倍の穀物が徴発された。
農民たちの反乱も続いた。1930年1月、ウクライナポルタヴァ州ビルキイ村で地元GPU主任が襲撃され、放火された。ウクライナではほかにオデッサ州、ヘルソン州、チェルニーヒフ州でも暴動が発生し、チェルニーヒフ州では地方の軍隊が反乱を支援したため赤軍正規軍が出動した。ウクライナでは4万人の反乱があったとされる。北カフカースのサリスク地区、シベリア、クリミア半島、アルメニア、アゼルバイジャンでも暴動が発生した。あるOGPU高官は、自分は革命と内戦で戦ったが、いまでは農民に対して発砲していると涙ぐんで語ったとアイザック・ドイッチャーは記録している。

#### クラーク撲滅措置
共産党は、1929年12月29日に「一つの階級としてのクラークの撲滅」を発表し、富農の根絶を宣言した。
1930年1月4日の党中央委員会では、ヴォルガ下流・中流、北カフカースなどの穀倉地帯での集団化を1931年春まで（1930年秋までとも）、それ以外の地帯では1932年春まで（1931年秋までとも）に集団化を完了することが求められた。スターリンはクラーク撲滅は集団農場を作る上で不可欠だ、もちろん富農をコルホーズに入れてはならない、と指示した。
1930年1月30日の「大規模集団化地区におけるクラーク世帯の撲滅措置について」と題する決議が可決され、2月4日に発効した。
しかし、このときにはすでに「富農」とされる多くの農民は没落しており、わずかな農民が3,4頭の雌牛と2,3頭の馬を持ち、賃金労働者を雇っている農場は1%しかいなかった。
ある農民は、1929年に6人の家族と35エーカーの土地、2頭の馬、1頭の牛、1頭の豚、5頭の羊、40羽の鶏を持っていた。1928年に課された税金は2500ルーブリと穀物7500ブッシェルだったが、彼は納税できず、2000ルーブリの価値があった家を没収された。活動分子はこの家を250ルーブリで買い取り、農具はコルホーズに没収された。農民は財産没収後に逮捕され、納税拒否・労働者搾取および反政府運動への関与容疑で「富農」として告訴され、10年の強制労働が言い渡され、強制収容所へ連行された。また別の「富農」は財産を没収されたが、その子供たちが物乞いをして手に入れた食べ物は、もともと活動分子が子供の父親から奪ったものだった。この「富農」も強制移住となり、移住先で妻、子供たち、老母ら家族全員が死亡した。
1929年の冬から翌年にかけて続々と第一カテゴリーのクラークが逮捕され、キエフ刑務所では一夜に70人から140人が処刑された。翌1930年、ポルタヴァ刑務所では、7人用の監房に36人が詰め込まれ、20人用の監房に83人が詰め込まれ、2千人の囚人のうち毎日30人が死んだ。
1930年1月から2月にかけてクルィヴィ・リー州で4080の農場がクラークとして解体されたが、この農夫は病気の妻と五人の子供がいて、家にはパンの切れ端もなく、子供たちはボロギレを着て幽霊のようだったと活動分子が報告しているほど困窮していた。平均的な富農の収入は、富農を迫害した平均的な官僚の収入より低かった。
ある共産党官僚は、有罪を言い渡されたクラークと司祭の娘に対して、自分はソビエトの権力者だから判決を変更することもできると性行為を要求し、娘は自殺未遂に追い込まれた。
クラーク撲滅を指揮したのはOGPU議長のメンジンスキーであり、1930年には6万人のクラークを抹殺し、15万世帯のクラークを強制移住させ、さらに一般農民150万世帯を強制収容所に送り、200万人以上の農民の財産を没収した。歴史家ダニーロフは、500万人から550万人の農民が追放されたといい、さらに1000万人が追放されたとする研究もある。
クラークの子供への弾圧もすすめられた。1929年、穀物徴発隊は、徴発に応じようとしないクラーク（富農）家族に圧力をかけるため、富農の子供へのいじめを教育新聞で奨励した。地区委員が富農の子供にも穀物の種子を配布すべきだと発言すると、「富農の飢えた子供のことなど考えるな。階級闘争においては博愛主義は悪だ」と非難された。
「富農」とレッテルを貼られた親が死亡したあと生き残った子供たちは、教育を受けることも就職もできなかったが、こうした対応は、マルクスの「経済要因が意識を決定する」という唯物史観にもとづいていた。
レーニン未亡人クルゥプスカヤは、富農として両親が逮捕されたあと残された子供は泣いて町を彷徨うが、厄介ごとになるのを恐れて誰も引き取ることはしないと書いたが、党の方針が変わることはなかった。

#### ウクライナ民族主義への弾圧
スターリンのウクライナ嫌いは非理性的でかつ徹底的であった。1929年4月、OGPUはウクライナ民族主義グループの摘発をはじめ、7月にはウクライナ解放同盟が逮捕された。1930年春のハリコフの公開裁判ではウクライナ社会主義連邦党首セリー・エフレーモフらに自白が強要され、有罪となった。
1930年1月22日、スターリンは「民族問題の本質は、農民の問題である」と宣言し、ウクライナにおける集団化の目的は、「ウクライナ民族主義の社会的基礎、つまり個人の土地財産をつぶすことだ」と表明した。
ウクライナ共産党書記長コシオールはウクライナの収穫高の壊滅的減少について知っていたがスターリンの集団化政策を推進し、飢饉の原因はウクライナの民族主義にあると断言した。
共産党は、富農はウクライナ民族主義者の支援者であり、ウクライナ民族主義者は富農の支援者であるとみなした。スターリンは、集団化が失敗したウクライナと北カフカースは粉砕しなくてはならないと結論した。しかし、実際にはウクライナ農民の70%がコルホーズ員になっており、ロシアでの59.3%よりも集団化が進んでいた。

## ウクライナにおける富農撲滅と農業集団化

### 富農撲滅運動（ラスクウラーチヴァニェ）
ウクライナにはすでに1918年には「富農」はいなくなっていたにもかかわらず、富農撲滅運動（ラスクウラーチヴァニェ）での「クラーク（富農）」の基準は下げられ、牛を2〜3頭所持しているだけでも「富農」として粛清の対象となった。
1927年のウクライナの農村人口は2410万人、そのうちウクライナ共産党員は3万6360人だった。1927年のウクライナでの「富農」、つまり「他人を労働力として雇って農業を営むクラーク」は、ウクライナ全体で全農家の4%、中農が65.6%、雇われた貧農は30.4%だった。
1929年初め、クラーク撲滅は開始された。キエフ県のシャムパイフカ村では15人の農民が財産を没収され、3月に北部に追放された。
1929年冬に農業集団化が開始され、12月に農業の集団化に対する農民の反抗を予期したスターリンは、「クラークをひとつの階級として抹殺する」と宣言した。各地域に三人組の「トロイカ」が設置され、村人のうち富農に該当する者を逮捕していった。トロイカによって処刑されたものは約3万人にのぼった。
クラーク撲滅運動に非協力的であったり抵抗した貧農や中農に対しては、家の外を不良がうろつき、脅迫したり誹謗し、郵便配達人には配達しないように指示し、そうした家の子供は学校から排斥され、共産党少年団（ピオネール）や青年団（コムソモール）から辱めを受けた。病院では集団農場に入ったものしか診察を受けることができなかった。
すでに1920年代に白海のソロフキ島（ソロヴェツキー諸島）に反ソ連分子・反革命分子を収容する強制収容所が設置されていたが、スターリンは1929年にこれをソ連全域に適用し、シベリア、ヨーロッパロシア北部、ウラル山脈、カザフスタンなどに「特別居留区」を設置した。ウクライナでは、1930年の最初の4か月で、11万3637人が「富農」とみなされ、貨物列車に乗せられて、「特別居留区」へ強制移住させられ、強制労働に従事させられた。1930年末までに「富農」と認定された農民は約20万人にのぼり、かれらは全財産を没収されて強制収容所に入れられた。20万人とは、全農家の8%にあたり、実際の「富農」の数の倍にあたる。「クラーク」とみなされ強制移住させられたものは170万人にのぼり、そのうち30万人がウクライナ人だった。
1931年には「特別居留区」と強制収容所を、グラーグとして統合し、これはやがて476箇所建設され、最終的に1800万人が送り込まれた。収容中に死亡したのは150万〜300万人とされる。ウクライナ農民はベロモル運河で強制労働に従事した。ソ連当局は強制収容者の5%が死ぬと予測していたが、実際は10-15%が死んだ。ベロモル運河での強制労働従事者は十分な食事ではなかったが、1933年のウクライナ農民の2倍〜6倍であった。

### 二万五千組
1930年、富農撲滅のために二万五千組（二万五千人隊）が組織され、都市で2万5000人以上の党員が動員され、農村に派遣された。この部隊に動員された武装した党員や労働者らは、「富農」撲滅運動を仮借なく展開した。派遣された党員が、穀物の種子まで徴発したら種まきもできないではないかと指摘すると、共産党から除名された。
ウクライナ共産党政治局員のM.M.ハタエーヴィチは、演説で「諸君はブルジョワ的人道主義を投げ捨て、同士スターリンに恥じないボリシェビキとして行動せよ。富農の手先が現れたら、ところかまわず打ちのめせ。戦争なのだ。彼らが勝つか、我々が勝つか。なんとしてでも、資本家の農場の最後の残りかすを一掃せよ！」「諸君の仕事は、どんな犠牲をはらっても、その穀物をとりあげることだ。彼らがどこに隠そうと、かまどのなか、ベッドのした、地下室、裏庭の穴、どこであろうと、それを見つけ出せ。党の特殊部隊である諸君をとおして、村はボリシェビキの厳しさを学ばねばならない」「これは諸君のやる気の最後の最後までの、そして諸君のチェキスト精神の最後のかけらへの挑戦なのだ」「これは生死の闘いだ」と鼓舞した。

### 農業集団化の強制
農業集団化では村ぐるみで集団農場のコルホーズへの加入が強制された。1930年に、農業集団化が開始すると、ウクライナ共産党幹部は、集団化に従わなければ強制移住になるとウクライナの農民たちを脅した。当初、農民らは集団化に協力していたが、やがてOGPUは、ウクライナ民族主義者、ウクライナ人の知識人、集団化政策への反対者、そして反政府的であると見なした者を容赦なく処罰した。農業集団化に反対するものや穀物を供出しない者はクラークとみなされて全財産を没収され、強制収容所へ送られた。豊かな土壌に恵まれたウクライナでも、課せられた収穫高の達成は困難で、更に当局による厳しい食料徴発に耐えられず、不満を表明する動きが現われた。また、農村部は民族主義者の溜まり場として目をつけられていた。
1930年、農民は蜂起し、ウクライナで100万の抵抗運動が起こった。何千人の農民がポーランドに逃げた。
集団化政策の強行は減産を招いた。各集団に割り当てられた食糧を供出すると、農民たち自身の分は残らなかった。さらに、数々の条例が制定された。農産物は全て人民に属するものとされ、パンの取引や調達不達成が罪になった。落ち穂を拾ったり、穂を刈るだけでも「人民の財産を収奪した」という罪状で10年の刑を課せられた。
他方で、コルホーズの模範的労働者は「突撃作業員」「スターリン突撃作業員」とよばれ、スタハノフ運動者とともに、コルホーズ制度の強化を助けた。「突撃運動」は、コルホーズ生産における前衛的役割とみなされた 。

### 穀物徴発
1929年末、南ウクライナのザポリージア当局は、割当量の70-75%が中農と貧農から徴発されたもので、地元住民には1kgも残らないと報告したが、ザポリージャ州の書記は解任された。
ソ連の計画では、土地から最大限の収穫高の獲得を目的としていたが、フルシチョフは機械的な割り当てを批判した。しかし、党幹部は、農民が徴発に応じないのは意図してやっていることであると反論した。
ウクライナ共産党書記長コシオールは1930年夏、農民たちは取り入れを拒み、意図して飢饉をもたらし、ソビエト政府の首を絞めようとしている「農民たちは働いていない。彼らは、前年に収穫した穀物を穴蔵にかくし、それに頼っている。我々は、その穴蔵をどうしても開かせなければならない」と語った。そうした「穴蔵」は1920年代初めにはあったが、とうの昔になくなっていた。

## 1931年、飢饉の始まり
ウクライナと北クバーニ（北コーカサス）は欧州でもっとも豊かな穀倉地帯であり、両地域の収穫量はソ連全体の半数にのぼった。

### 1930年の豊作と穀物調達の強化
1930年にも、ウクライナ、北コーカサス、シベリア、ヴォルガ流域では、1929年の穀物調達キャンペーンの結果、穀物危機と食糧難が発生していた。しかし、1930年の天候は例外的に良好で、ソ連全体で7720万トンという記録的な収穫を収めた。ウクライナでも1930年の収穫高は良好で2165万トンの豊作だった。
1930年の穀物の国家調達量は、1928年の2倍で、総収穫量の35-40%となり、ソ連のそれまでの調達量よりもはるかに大きい2214万トンが搬出された。1929年の徴発量は穀物3億プードであったが、1930年には4億6400万プードにのぼり、豊作は集団化の成功だと宣伝された。スターリンは、この1930年の収穫高を基準として翌年の徴発計画を立てた。
しかし、1931年の気候は良好ではなく、ソ連全体の収穫は6948万トン（前年は7720万トン）に落ち込んだ。ウクライナでも1931年の収穫は1400万トン（前年比の65%）、4億3400万プードに落ち込んだ。収穫は落ち込んだにもかかわらず、1931年の穀物調達量は引き上げられた。ヴォルガ下流域では1930年の穀物調達量は1億80万プードであったのが1億4500万プードへと引き上げられ、ヴォルガ中流域でも1930年に8860万プードであったのが1億2500万プードへと引き上げられた。
目標が引き上げられたために、食料までも徴発されるようになり、地方権力はコルホーズと農民からすべての穀物を掻き出していった。穀物が盗まれないように山に積まずに直ちに脱穀し、倉庫に保管せずに直接調達地点に運ぶというコンヴェーヤー方式で徴発が行われた。しかし、保管がうまくいかず、大量の損失が生じた。また、課せられた計画を超える追加義務を生産者（コルホーズ）が自発的に自ら引き受けたとみなされた「呼応計画」も実施された。
1931年の不作に対して、ソ連当局は、目標を達成していない集団農場に、作付け用の種子の差し出しさえも命じた。こうして農民は生産制度から強制的に排除されていった。そもそも、集団化政策では、農民は農産物の源泉としてみなされ、農民の利益は考慮されなかった。それどころか、農民は自ら穀物を生産しているにもかかわらず、自分達の食糧分を確保することも許されなくなった。
北カフカーズでも播種用の穀物や飼料、食料用の穀物まで国家に供出することが命じられ、1931年春には深刻な食料難が発生した。

### 畜産の崩壊
穀物調達によって飼料が不足し、家畜も減少した。660万頭の馬が斃死し、馬と雄牛の総数は1928年に2740万頭であったのが1932年には1790万頭に減少した。これにより馬一頭あたりの労働負荷があがり、耕作の質が低下した。
さらに、1931年7月30日、党中央委員会・ソ連人民委員会議は「社会主義的畜産の展開について」を決定し、集団化の名目で農民から家畜を没収していった。反発した多くの農民はコルホーズから脱退し、家畜を殺害した。これにより、食料の安全の基礎まで掘り崩していくことになった。。家畜の減少によって、畜産物も減少するだけでなく、家畜による索引力が低下し、農耕の質も低下していき、1932年春までに農村での畜産は崩壊した。

### 1931年の富農の「特別定住地」への追放

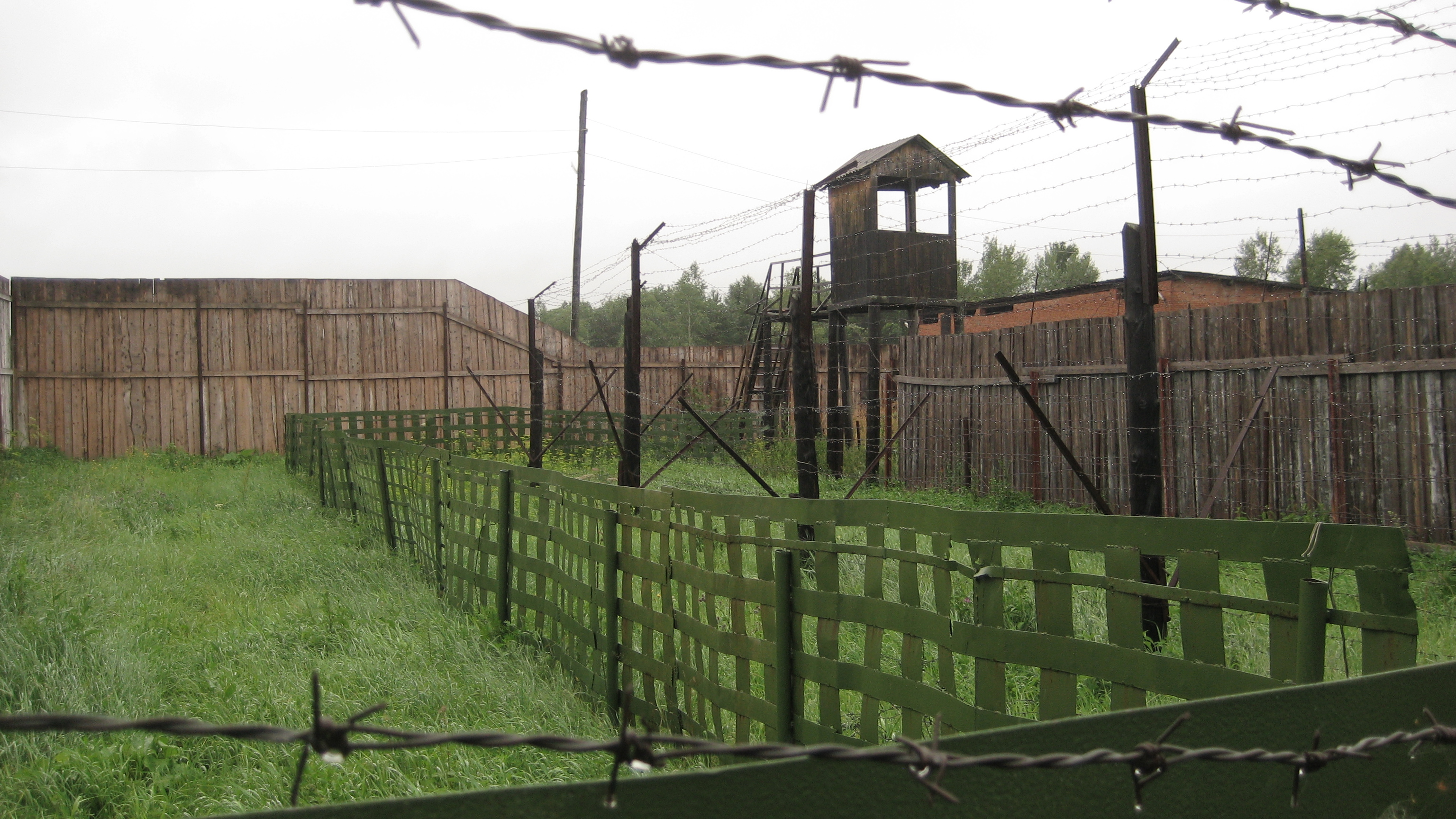
ウラル山脈西側のペルミにあったGULag（グラーグ、強制労働収容所）の一つPerm-36。クラークが強制移住させられた「特別定住地」はグラーグの一種であり、同様の施設にはクラーク、農民だけでなく、少数民族、反ソ連分子とされた共産党員、戦争捕虜など様々な人間が収容された。第二次世界大戦の終戦後には日本人も約57万5000人がシベリア抑留で同様の強制収容所に収容され、うち約5万5000人が死亡した。

ソ連政府の政策に不満を持った農民は「クラーク」とみなされ追放された。1931年3月18日、2000人の富農がロストィを出発した。同年5月26日、富農の家族3500人がウクライナのザポリージア州のヤンツェノヴォを出発し、6月3日にシベリアに到着したが、輸送中に15-20%、特に子供が死亡した。
1931年5月、西シベリア地区委員会は、3月に強制移住させられてきたクラークはほとんど財産を持っていないと報告しており、この年には共産党も「富農」には該当しない人々が間違えて「富農」とされていることや、「富農」の発見が難しいことを党機関紙プラウダは認めざるをえなかったが、その原因を活動分子が中農が急に富裕になることを見抜けなかったためであると説明した。
ウクライナの追放された人々は、途中のアルハンゲリスクやヴォーログダでおろされることもあった。接収された教会が収容所となったが、助けを求めて街をさまよっても、住民は助けることを禁止されており、誰も助ける者はいなかった。駅の近くの公園などで毎朝死人が出た。
シベリアに到着しても、雪のなかに放置され、力のある者は眠らずに小屋を立てた。シベリア中部のクラスノヤルスク近郊の収容所には、建物がなく、有刺鉄線がはられ、見張りがいただけだったが、4000人が収容され、半数が二ヶ月で死んだ。1931年9月にシベリアの収容所に送られた4800人は、そのうち2500人が翌1932年春までに死亡した。シベリア北部のナルィムには1932年はじめ、富農19万6000人が追放されてきたと党員の記録にある。
こうした「特別定住地」は、ロシア北部のアルハンゲリスク、ヴォーログダ、コートラス周辺にあり、とくにグラゾヴェツとアルハンゲリスクとの中間地帯には巨大な収容所があり、200万人のウクライナ人が収容され、そのうち半分は子供だった。公式記録でも、30年2月時点でロシア北部に追放されたのは7万戸に達し、およそ40万人にのぼった。そのあとも増え続け、1926-1939年までにカレリア - ムルマンスクの人口は32万5000人、北東部で47万8000人、ヴャートカ（キーロフ）では53万6000人増えた。
北部以外では、ウラル山脈南東部のマグニトゴルスクでは5万の労働者のうち18000人が追放された富農だった。

### 1931年後期
1931年の穀物調達によって穀物がなくなり、前年の食料難を生き延びた農民たちは、働く意欲をなくし、また家畜減少による農耕能力の低下によって農耕もできなかった。1931年秋から32年春にかけて、サボタージュ（ヴォルインカ）が国中のコルホーズで発生した。
スターリンは、富農の怠惰と闘い、富農と農民を無知と偏見から解放し、社会的良識のある労働者に変える闘いを開始し、「穀物のための闘争は社会主義のための闘争である」と宣言した。スターリンは農民が穀物を隠しているとみていたが、ウクライナの農民は本当に何も持っておらず、1931年末にはすでに多くの農民が飢え始めた。年が明けても、種子がないので作付けできなかった。
コルホーズを脱退した農村の若者は都市へ移住し、工業地帯への無許可の出稼ぎは、ソ連全体で1931年10月から1932年4月までに69万8342人に達した。

## 1932年
政府は、輪作を導入せず、堆肥や肥料も入れず、種播面積を拡大させるばかりであったために、穀物の多くが病気になった。1932年のウクライナ、北カフカーズでは、除草労働も悪化し、雑草が重圧となった。家畜減少による索引力の低下によって、北カフカーズでは通常は春蒔きは一週間程度なのに、1932年には30日-45日に長引いた。
1932年2月13日、ソビエト労働防衛委員会 (STO) の下に徴発委員会が設立された。 2月21日、「新収穫の種を契約する」という指令が出された。
1932年の飢饉では、収穫の取り入れでの損失もひどく、1931年の取り入れでの損失が1500万プードであったのに対して（総生産量の20%）、1932年の損失は、ウクライナでは1億-2億プード、ヴォルガ流域では7200万プード（総生産量の35.6%）に達し、収穫の半分以上が耕地に取り残された。
コルホーズからの大規模な脱退のピークは1932年の前半で、ロシアで137万800人、ウクライナで4万1200人のコルホーズ員が減少した。1932年春夏にウクライナ農民がコルホーズから大規模に逃亡したことは、スターリン政権の政策が厳格化した原因ともなっていった。

### 飢饉の報告とソ連政府の対応

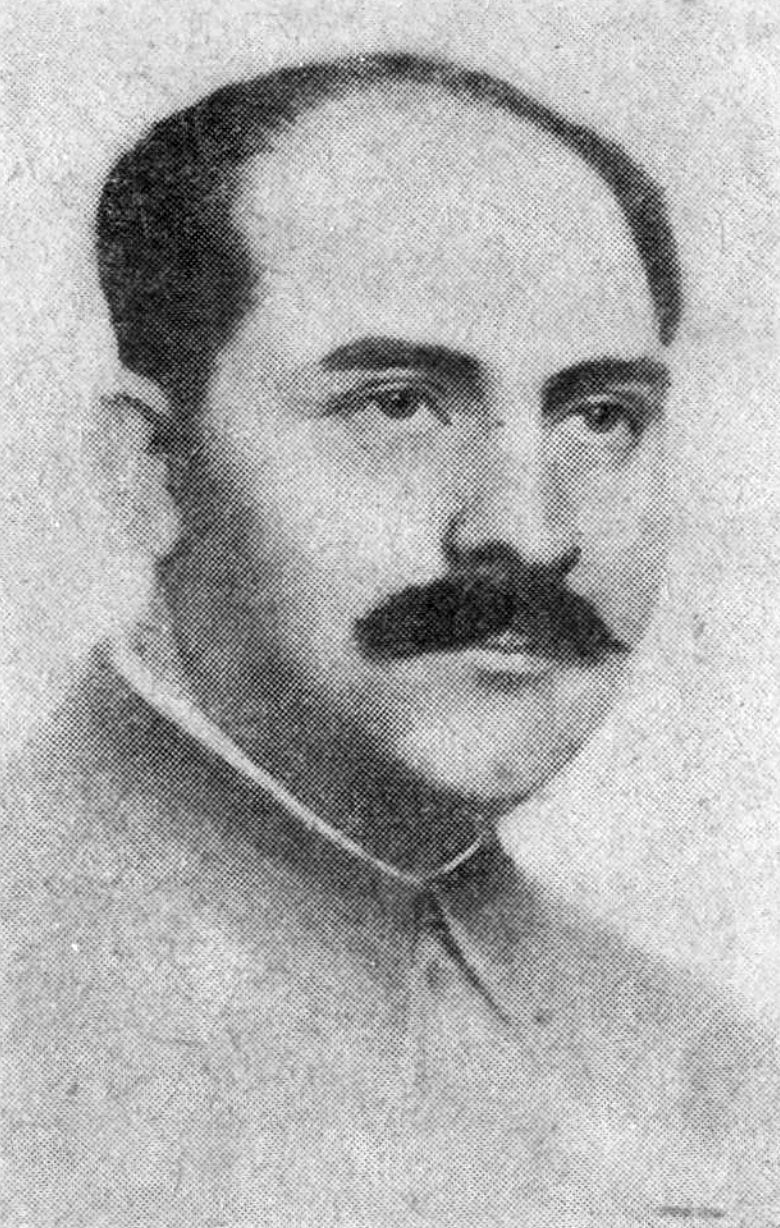
ラーザリ・カガノーヴィチウクライナ共産党第一書記（1925-28年）、ソビエト連邦共産党中央委員会書記（1928-39年）

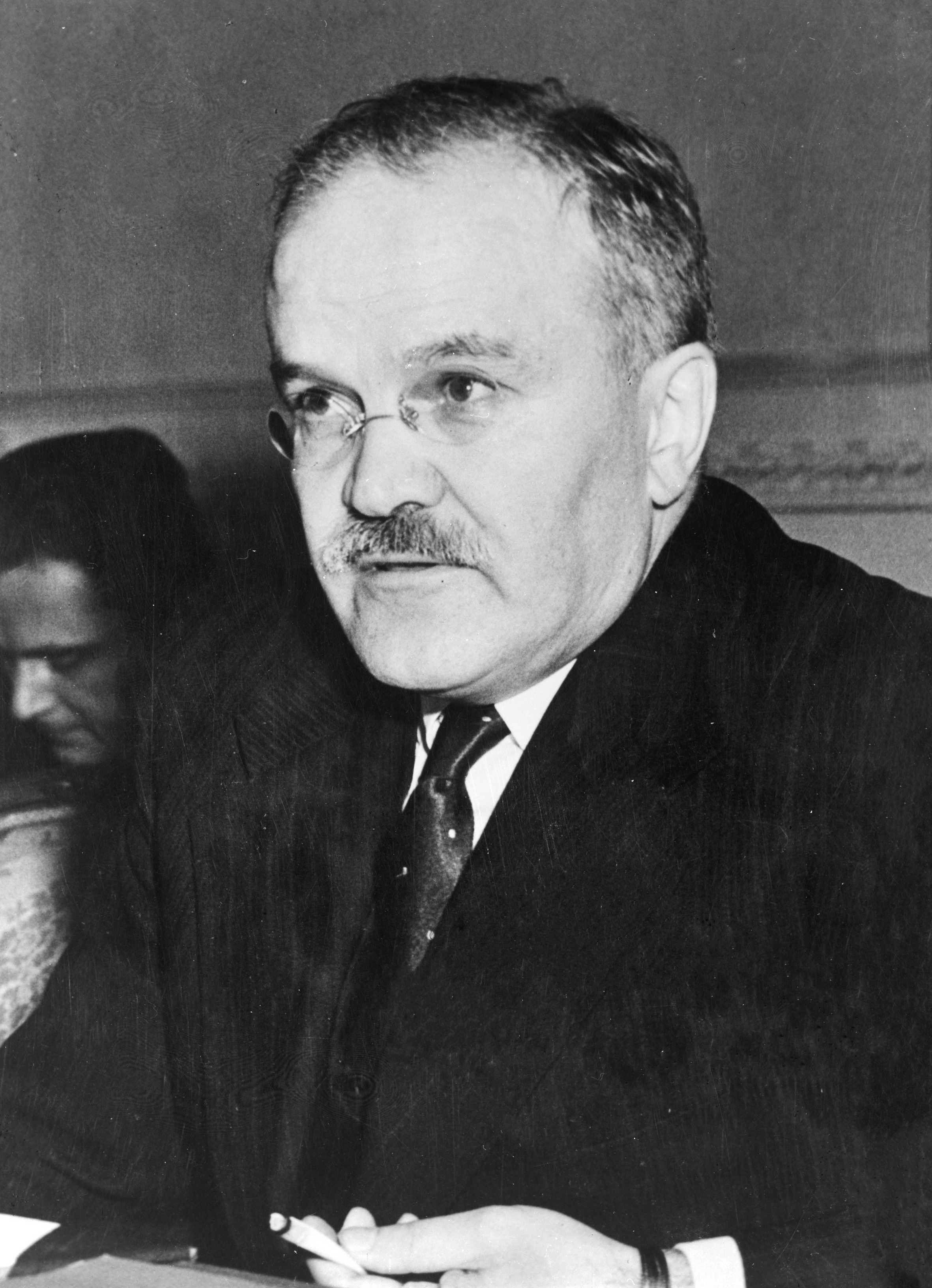
ヴャチェスラフ・モロトフ人民委員会議議長（首相）（在任1930-1941年）

1932年春にはすでに飢饉が発生しており、ウクライナ農民には一人当たり約113kgの穀物しか残っていなかった。ウクライナ共産党員も餓死の報告と飢饉の危険を訴え、ソ連当局にも飢饉の報告はあがっており、6月にはハルキウのすべての地区での餓死が報告された。
飢饉が報告されると、党中央と地方指導部との間での責任転嫁も起こった。スターリンは1932年はじめには、ウクライナでの食糧危機の原因の責任は地方指導部にあり、地方指導部が工業ギガントに熱中するあまり穀物調達計画を地区とコルホーズに均等に割り当てたためだと考えていたが、ゲ・イ・ペトロフスキーらウクライナの指導者らは、飢饉の責任は党中央にあるとした。
5月にはソ連人民委員会議、党中央委員会は、穀物と食肉の国家調達目標を削減し、調達を完遂した場合は穀物の自由な商業や、納入を完遂した場合は食肉の自由な商業を許可した。しかし、コルホーズには販売する穀物が残されていなかった。
6月に、ウクライナのコルホーズ員が逃亡し、「泣き言と愚痴で」他のコルホーズを崩壊させているとの通報を受けたスターリンは、農民の抵抗を砕こうとする志向を強め、「農民の狡猾さの予防を図る」ためにと農民政策を厳しくした。。同時期に日本が満州に進出し(満洲事変)、ドイツではヒトラーがソ連で飢えているドイツ人の援助を訴えたことは、スターリンの不動の断固たる態度を強めた。
6月18日のソチ発カガノーヴィチ、モロトフ宛指令では、穀物調達目標を低めることを禁じた。6月21日に、スターリンとモロトフ人民委員会議議長（首相）は、ウクライナ共産党に宛てて「穀物提出の計画からのいかなる逸脱も許さない」と通達した。共産党新聞プラウダは、ウクライナへの不満をしきりに報じ、7月にはスターリンがふたたび770万トンの供出を命じた。
同7月のウクライナ共産党の第3回大会でミコラ・スクリプニク、チュバーリ、コシオールらは苛酷な徴発がウクライナ農業を破壊しているため、穀物徴発計画の見直しを党中央本部に上申したが、無視されたり、またそのような党に逆らう意見は「ブルジョワ的偏向」だとして断罪された。モロトフは未来に対する計画を非難することは「反ボルシェビキ的」で、「党と政府が決めた仕事を完遂することになんの譲歩も、なんの躊躇もあってはならない」と反論した。ウクライナ共産党のR.テレコフが1932年にハリコフの惨状を訴えると、スターリンは「飢饉の作り話をするなら作家になれ」と回答した。
スターリンは非公式に飢饉を認めたともされるが、計画通りに穀物の徴発を続けるよう命じた。
スターリン、モロトフ、カガノーヴィチらは、飢饉の原因について以前はクラークが穀物を隠していたためと説明してきたが、ウクライナでの飢饉の原因はウクライナ人にあると主張した。スターリンは飢饉の原因は農業集団化政策でなく、ウクライナの農民が「めそめそ泣いて」ソビエト国民を混乱させていると不満を述べたうえで、カガノーヴィチ、モロトフなどの忠実な盟友に「ウクライナの不穏分子を叩き潰せ」と命じた。1932年7月ハルキウでのウクライナ共産党中央委員会総会における現地の飢饉の報告に対して、カガノーヴィチとモロトフらモスクワ特使たちは報告者を黙らせた。他方、8月11日にスターリンは、カガノヴィッチに「われわれはウクライナを失うかもしれない」とも吐露した。
スターリンは、飢饉をウクライナの民族主義者によるものとみなし、1932年前半にウクライナOGPUは179人を摘発し、562人の参加者のいる35のグループを一掃した。
1932年夏にはカザフスタンでも100万人が餓死し、耕地からの穀物の窃盗が頻発し、農民の都市への移住、大規模な離村が広がり、コルホーズも解散されていった。こうした現象をOGPUはコルホーズ財産の持ち去りとして報告した。農民は共同給食が保証されなければ農作業しないと拒否し、1932年前半には1525件の大規模な騒擾も発生した。

### 社会主義財産保護法
1932年8月7日にはスターリンが法案を執筆した「国営企業、コルホーズ、協同組合の財産保護、および社会的（社会主義的）所有権の強化について」が布告された。この社会主義的財産保護法（コルホーズ財産保全法）によって、コルホーズの農産物はすべて国家の財産（社会主義的財産）であるため、許可を得ずにこれを窃盗した場合は、「人民の敵」とされ、全財産没収をともなう死刑、または10年以上の自由剥奪となり、子供でさえ射殺または投獄される可能性があるとされた。収穫された穀物は「社会主義の財産」とみなされ、食料の備蓄なども「窃盗」とみなされた。この法は「5本の穂の法」（英語：Five Stalks of Grain）とも呼ばれた。スターリンは1933年1月にはこの法をもって「革命の法的基礎」にすると述べた。1933年初めには、この法によって、約54,645人が裁判で刑を宣告され、うち2,000人が処刑された。
地方権力は社会主義的財産保護法によって銃殺された農民のリストを公表し、見せしめとした。ウクライナ、クバン、沿ヴォルガでは、成績の悪い農民を公表する「黒板」が設置され、成績優秀者は「赤板」に掲示された。「黒板」では、農場や村だけでなく、地区全体が指定されることもあり、商店や製粉所の閉鎖や、付属地の没収などの措置が適用された。穀物供出の義務を果たせなかった集団農場は、工業製品の購買が禁止された
ウクライナの共産党新聞では「組織的に穀物を掠め取った富農たち」の処刑記事を次々に掲載し、ハリコフ州では50件が、オデッサ州では3つの事件が報道されたが、そのほとんどが小麦窃盗事件だった。コパニ村では富農と準富農の集団が倉庫に穴をあけて、小麦を盗んだために二人が銃殺となり、ジトーミル州では10歳の少女が畑で10kgの小麦を持っていたために、その父が銃殺された。ジャガイモの盗みで10年の刑が下された。
1932年中頃、ウクライナ農民300万人が都市への移動をはじめ、外国の共産党員は「彼らはパンとじゃがいもが欲しいだけ。」「人々はいたるところで盗んでいる。」と非難した。農民は都市へ出たあと装飾品や絨毯などと食糧を交換した。
1932年8月、スーミ州のミハイリフカ村では、コルホーズ議長が農民の同意なしに穀物を供出できないと述べたために逮捕された。翌日、暴動が起きて議長の釈放や割り当て減額などが要求されたが、67人が逮捕されて有罪となり、議長ら数人が銃殺された。村の役人が飢えた農民に食糧を与えると、「食糧の浪費だった」と党は報告した。
1932年10月12日、OGPU長官代理のA.アクゥーロフとM・M・ハタエーヴィチが二度目の徴発を行った。
ポルタヴァ州のカルシン村では妊娠中の女性が小麦を引き抜いたために板で打たれ、死亡した。ビリスケ村では、夜中コルホーズのじゃがいもを掘っていた母親が射殺され、残された三人の子供は餓死した。別の村では、とうもろこしを拾った者が鞭で打たれて死んだ 。また、ある活動分子は農民の家宅捜索で樹皮や木の葉を小麦にまぜた袋を見つけると、池に投げ捨てた。墓地には、遺体だけでなく、瀕死のものも放置され、数日生存していたこともあった。スタニッツァ・ボルタフスカヤという人口4万人の村は、食料調達に応じる事が出来ず、村の住民が丸ごと追い立てられ、男性は白海・バルト海運河建設へ、女性はウラルのステップ地帯に送られ、離散を余儀なくされた。
他方で、共産党員や活動分子などは食糧の割り当てもよく、ポグレビーシチャでは共産党官僚のための食堂ではパン、肉、フルーツ、菓子、珍味などが供され、飢えた農民が侵入しないように警察が護衛した。また、農婦たちは、共産党員の官吏相手に売春をして食糧を得た。

### 共産党青年団・少年団による徴発と弾圧
農民からの徴発には、15歳から35歳の若者で組織されたコムソモール（共産主義青年団）や、10歳から15歳までの児童で組織されたピオネール（共産党少年団）が動員された。
都市から農村へ派遣された労働者や党メンバーから構成されたオルグ団は空中パトロールで畑を監視し、農場にはコムソモールのメンバーが見張りに送り込まれた。告発が奨励され、子供が肉親を告発して、食物や衣類やメダルが与えられた。コルホーズ財産保全法が発効すると、ウクライナ各地の畑には監視塔が設置され、オデッサでは700の監視塔が設置された。
当時、コムソモールは共産党への奉仕組織であり、汚職を告発するスパイと密告者の養成機関でもあった。コムソモールはかたっぱしから農家を捜索し、穀粒にいたるまで持っていき、調理中の夕食まで持っていった。青年団の徴発部隊は、農民同士にボクシングや犬のまねをさせたり、盗みを働いたとされた女性を裸にして村中を引き回した。徴発部隊は、ひとり暮らしの女性の住居に「穀物徴発」の名目で夜間に侵入し、強姦した。こうした農民への虐待は、革命的かつ進歩的な「人民の敵」との戦争（階級闘争）であるとして正当化された。コムソモールでは、家族への愛情よりも、革命への忠誠心が優先され、親や教師のなかに紛れ込む「階級の敵」の摘発が義務とされ、大学や学校では「反革命派」を裁いた。当時農家を「告発」していった若者たちは、1905年-1915年生まれの世代で、「革命」の英雄時代に対して極度にロマンチックなイメージを抱いており、ブルジョワ的な富と娯楽と私有財産を徹底的に拒否し、個人の幸福にこだわることは恥とみなし、コムソモールメンバーであることは輝かしい社会貢献とみなされた。この世代のチェーカーの一人は、父親の金物店を捜索し、その財産を押収した。
また、ピオネール（共産党少年団）の子供50万人も「共産党の目と耳」になることを命じられ、畑を監視し、穀物を盗むクラークと戦っているとされた。ピオネールは、二、三個のとうもろこしを拾った女性を逮捕して極北の強制収容所に収容し、クゥバーニ川のウスト・ラビンスクのコルホーズでは、盗みの疑いのあるクラーク住民のリストを報告するなど、各地でクラークを逮捕し、そのたびに表彰された。少年パブリク・モローゾフは、ゲラシーモフカ村の村ソヴィエト議長の父をクラークとして告発し、父親は労働収容所に送られた。パブリクは叔父たちに殺害されたが、死後英雄として表彰された。1934年には、穀物を隠し持っている親を通報した児童が続々と表彰された。
しかし、こうした徴発を強化しても、収穫高があがることはなかった。1932年10月には、スターリンに忠実なモロトフでさえ、割り当てを減らすよう進言した。

### スターリン夫人自殺事件以後の徴発強化
1932年11月9日にスターリン夫人アリルーエワが自殺すると、スターリンはいっそう悪意を強め、サボタージュが疑われた集団農場の職員1623人が逮捕され、年末までにウクライナ人3万400人が流刑地に送られた。スターリンは集団化による飢饉は「作り話」で「悪意ある噂」であるとみなし、飢え死にしかけている農民は、ソ連の信用失墜をもくろむ資本主義国の手先であるとした。
11月18日、ウクライナ農民に、余剰穀物の「返還」が求められ、共産党の徴発部隊と警察が熱心に捜索した。11月20日には、割当量を納められなかった農民は肉（家畜）で支払うことを義務づけられた。
11月27日、スターリンはこの一年の穀物調達の困難の原因は、反ソ分子がコルホーズやソフホーズに侵入し、村の共産主義者が非マルクス主義的な対応をしたためだと非難し、徴発に抵抗しつづける農民に鉄槌を打つことを命じた。同日、ソ連国内で未収となっている穀物の3分の1が、ウクライナに割り当てられた。翌11月28日、ソ連はブラックリストを導入し、割当量を納められなかった集団農場は15倍の分量の即時納入を義務づけられた。
共産党新聞プラウダは12月4日と8日にクラークとの断固とした戦いを要求した。12月5日に、フセヴォロド・バリツキー内務人民委員部ウクライナ支局長の進言で、ウクライナ飢饉は民族主義者による陰謀であるとされ、徴発で責任を果たさなかったものは国家に対する裏切り者とされた。翌1933年1月までにバリツキーは、違法組織を1000以上発見したと報告した。農民をかばった者は敵とみなされ、有罪判決を受けた。
12月6日、ウクライナソビエト政府は、ドニエプロペトロフスク州、ハリコフ州、オデッサ州で穀物徴発にサボタージュした村に対して、物資供給の停止、国家との取引停止、コルホーズの取引の完全禁止、外国人と敵対分子の調査と追放、そして反革命分子の粛清などの制裁を課した。12月14日には、ウクライナ共産党に潜む民族主義者を強制収容所に送ることが許可され、翌12月15日、ドニエプロペトロフスク州、ドニエツ州、チェルニーギフ州、ハリコフ州、オデッサ州の88地区の住民はソ連北部に強制移住に処された。
12月下旬、ウクライナの死亡者数は数十万人に達した。しかし、スターリンは動じることなく、12月21日に徴発量の年間割り当て量を決定し、翌1933年1月までに徴発するよう命じた。カガノーヴィチがウクライナに到着すると、翌朝までの会議で徴発目標の達成決議が出された。
12月27日、中央執行委員会は都市住民にパスポートを義務化した。これは、農民の都市への流出を抑制させて都市の負担を軽減すること、そしてクラークによる犯罪の撲滅を目的とした。この国内パスポート制度は、比類なき国家全体主義をもたらし、新しい農奴制の基盤を提供し、農民達は農奴さながらに村や集団農場に縛りつけられたた。 無許可で農村を去った農民は「富農」であるとされた。
1932年末、クバンのコサック村では、調達をサボタージュしたかどでまるごと追放された。

## 1933年

### 国内パスポート制度と国境封鎖
スターリンは、飢饉から逃れようと都市部に流入する農民を監視するために、革命で廃止された帝政ロシア時代の監視制度である国内身分証明書（パスポート）制度を復元させた。
1932年末から1933年初めにかけて国内パスポートが義務づけられたが、コルホーズ農民やかつての資本家や元貴族などには国内パスポートが交付されなかった。1933年1月14日以降は、都市部住民に国内パスポートの携行が義務付けられ、これにより、農民は移動を禁止され、仕事をもとめて都市に行くこともできなくなった。同時に、スターリンは、ウクライナの国境を封鎖して、農民の汽車旅は禁止され、農民が外へ逃げられないようにした。合同国家政治保安部の武装分遣隊が旅行者を検査し、旅行許可書を持たないものは拘束され、キエフに返送された。ソ連がウクライナとロシアとの国境に軍隊を駐屯させてウクライナを封鎖した目的は、ウクライナに穀物が流入することを阻止するためだったともされる。
また、1933年1月にはコルホーズに機械技術を提供するMTS（エム・テー・エス、機械・トラクター・ステーション）と政治部がソフホーズに設置され、政治部は、コルホーズの役員や党員を多数逮捕したり、更迭し、監視を強めた。
1月22日に農民の国外脱出が報告されると、スターリンは逃亡農民を「資本主義国家の陰謀の手先」であるとし、同日付けでスターリンとモロトフは、コルホーズからの逃亡を禁ずる指令を、ウクライナと北カフカーズに出した。同年2月だけでOGPUの国境警備部隊は、村を逃げ出そうとした22万人のウクライナ農民を逮捕し、そのうち19万人は村に送り返されて死刑となるか、残りはグラーグへ強制移住させられた。同年3月はじめまでにコルホーズから逃亡したとして21万9460人が逮捕され、うち18万6588人が強制送還され、残りは裁判にかけられ、有罪となった。
1933年3月17日付けでソ連中央執行委員会・人民委員会決定は、コルホーズ員が出稼ぎをする際には、出先との契約を事前に管理部に登録することを義務づけた。しかし、こうした事前の契約はほとんど交わされることはできなかった。無届けのまま出稼ぎに出た場合は、本人およびその家族はコルホーズから除名され、食料前渡しを受け取る権利も剥奪され、コルホーズで働いた賃金や、家畜、農具などの資産を受け取る権利も剥奪された。
都市へ逃げることができた場合でも、多くが助かることもなく、次々と死んでいった。キエフで死にかけていた女性農民にはウジが湧いていたが、農民を助けることは法律で禁止されていたため誰も助ける者はいなかった。スターリン政府は、乞食を厳しく取り締まり、乞食した場合は、地方の境界外へ追放された。さらに、都市の労働者、軍人、隣接する地方住民は、自分達の配給を飢えたコルホーズ員に差し出すことを禁じられた。1933年のポルタヴァやキエフなどの都市では逃げてきた農民が毎日150人も死亡し、遺体が毎朝片付けられ、中にはまだ息がある人もいたが、連れて行かれた。飢饉の影響によって、キエフでも物資は不足したが、国家官吏、共産党委員会長、OGPU係官、軍将校、工場長らは「閉めた店」で買うことができた。

### 飢饉の本格化

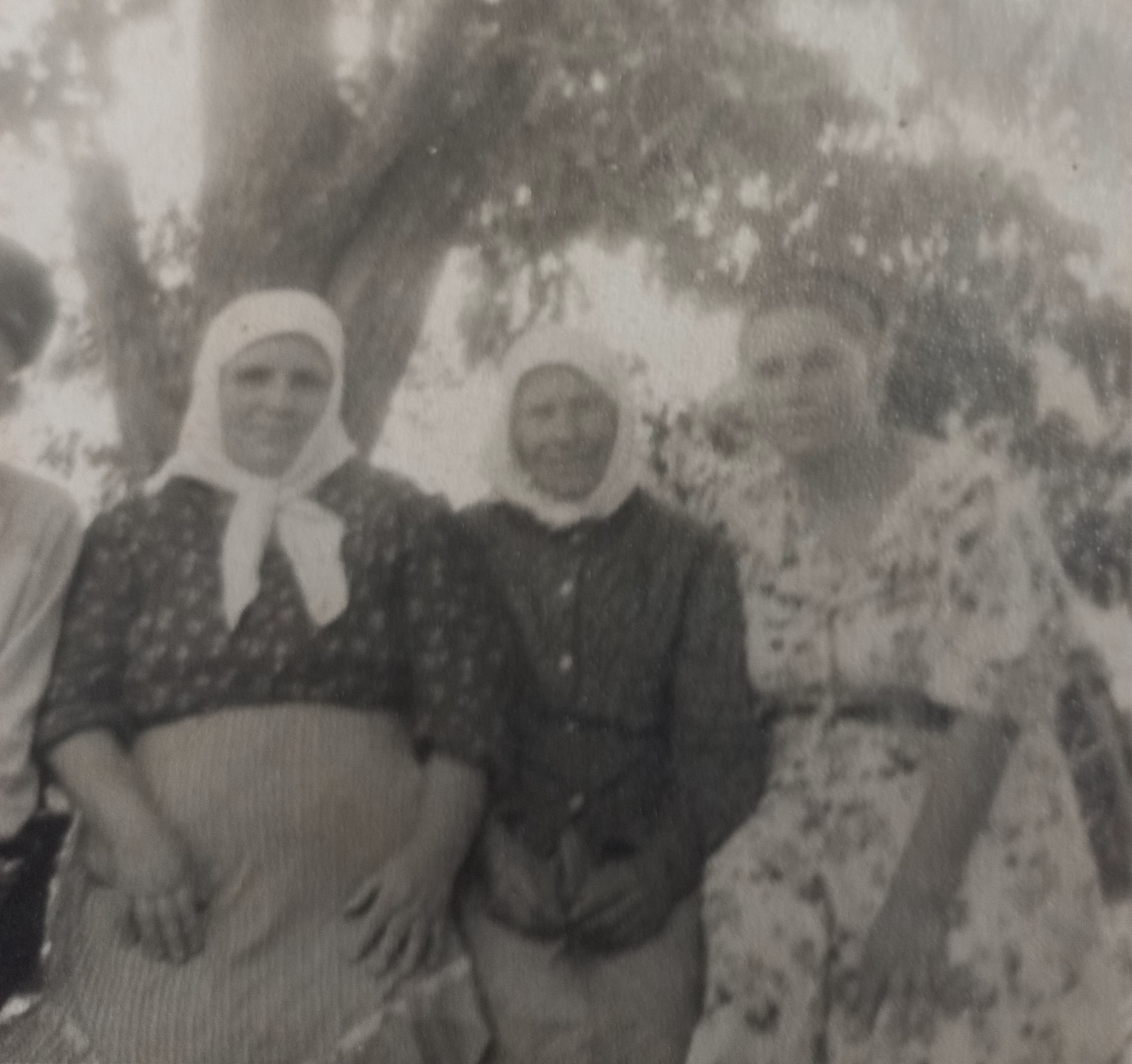
ルキヤ・スタチェンコ - 飢餓から人々を救った英雄の一人となった農民の女性（中央、1955年の写真）

1933年1月から3月にかけて、さらに種子の徴発がすすめられ、集団農場はなにも栽培することができなくなった。そのため、ウクライナでは、耕作されない畑が増え、雑草だらけの畑も増えてきた。
1933年1月の党中央委員会総会、2月の第一回全連邦突撃コルホーズ員大会において、スターリン政権は、飢饉の責任は、地方権力とクラーク（富農）、「怠け者のコルホーズ員」に帰せられると発表した。2月にカガノーヴィチは「雑草が生えているのは、農民が耕さないからだ」と農民を非難し、全ソ農業人民委員会のA.ヤーコヴレフは、ウクライナの農民は過去の怠慢の責任をとるべきだと演説で語った。スターリンは、2月19日に「働かない怠け者は飢え死にが当然である」と主張し、2月の第一回全ソ連コルホーズ突撃作業員（ウダールニク）大会では、飢饉に一言も触れず、「すべてのコルホーズ員を裕福に」とスローガンを掲げた。
1933年3月に飢饉は本格化した。体をむくませ、排尿も自制できなくなった人々が増えていった。人々は、ネズミ、スズメ、マーモット、アリ、ミミズ、動物の骨のほか、靴底に使われている皮を切って麺のようにして食べ、タンポポ、ごぼう、ブルーベル、ヤナギの根、ベンケイソウ、イラクサ、ボダイジュ、アカシア、ギシギシ、カタツムリの汁を食べた。アワとソバの籾殻でケーキを作ったり、牛の骨を溶かして食べ、雑草で作ったビスケット、馬の飼料さえも人が食べた。鶏と家畜を食べたあとは犬と猫を食べ、どんぐりにぬか、じゃがいもの皮をまぜてパンを作った。村では、とうもろこしの茎や葉、樹皮、植物の根などのみを扱うバザールが開かれた。川で魚をとることは禁止されており、目撃されると逮捕され、有罪となった。メルニキでは蒸留酒製造所から出た家畜も食べないような生ゴミを食べる農民もいた。この頃、エンバクや、フダンソウといった飼料を「悪用」すると「10年は強制収容所へ送られる」と言われた。1933年春にはウクライナで1日1万人の割合で人が死んでいった。
1933年当時、レンガタイル工場などの工業分野では農民の雇用は禁止されていたが、鉄道工事、砂糖工場、国営農場での臨時雇用が時々あった。これに多数の農民が応募したが、働く力がなく、その多くが報酬である最初の食事をすませたあとで死亡した。
1933年4月、パンの配給がはじまったが、農民は法的に買うことができなかった。
集団化政策とクラーク清算によって、農村の伝統的なシステムが破壊され、従来、飢饉の際には人々を救援していた富農も存在しなくなっており、農民たちは私的な援助を受けることもできなかった。また、集団化によって家畜が共同化されたため、農民は家畜を売って食料を買うこともできず、家畜の多くは飼料がないために斃死していった。さらに、スターリン政府は、家庭菜園や庭畑さえも統制し、住宅付属地で栽培された農産物は、国の義務を果たしていないとして、没収された。

### 強制収容所（グラグ）への収容
1933年2月から4月までに農民15000人が強制収容所グラグに送られた。ロシア共和国内クバン地方のウクライナ人も6万人が強制追放され、1933年内にはさらに14万2000人のウクライナ系ソビエト国民がグラグに送られた。グラグでは、1933年に少なくとも6万7297人が栄養失調や病気で死亡した。特別居留区では24万1355人（その多数はウクライナ人）が死亡した。ウクライナからカザフスタンや極北に送られる途中でも多くが死に、遺体は列車からおろされ、その場に埋められた。
1932-33年にアルハンゲリスクに強制移住させられた家族の子供は学校の給食や衣服の配給を受けることができなかった。

### 孤児・浮浪児
飢饉で親が死ぬと、子供は孤児となり、浮浪児（ストリートチルドレン）となった。
1933年3月、ポルタヴァ駅の貨車に群がっていた浮浪児たちは貨車に詰め込まれたあと、代用コーヒーとわずかなパンを与えられるとバタバタ死亡したので埋葬された。こうしたことは当時、普通のことであったと駅の労働者は語っている。
ある男は、妻が子供に食事を与えるのを咎め、隣人が子供にミルクを与えるのをみると、隣家は食料を隠しているようだと共産党に告げ口をするなどしたが、やがてこの男もその子供も死んだ。
ウクライナ中部のポルタヴァ州チョルヌーヒでは、元赤軍兵士から頼まれて子供4人を預かった地区長は、子供たちを孤児院に預けたが、うち2人はすぐに死に、父親も数日後自殺した。ポルタヴァ市では、子供の肉を解体する処理場をGPUが発見した
浮浪児は鳥、魚、猫などを捕らえて食べ、不良少年グループをつくり、泥棒となり、犯罪集団ウールカに加わった。1921-22年の飢饉のときには、ヴォルガ川流域だけでも500万の子供が救済をうけ、1923年には100万が救済された。
1934年春、6人の子供がいた家庭では、残りの利口な子供3人のために3人が殺された。両親が死亡した子供たちもどうすることもできず、ある家の14歳の少女と2歳の弟は、鮭のように床を這い、体はもはや人間とは思えないほど痩せていた。1934年6月、クリジフカとブジシチャの草むらで10歳と7歳の子供が発見されたが、引き取り手は誰もおらず、野良猫のように死んでいった。
共産党は、浮浪児が増えているのはクラークの策略であり、クラークは子供たちを都市に送り込むために都市の児童施設が満杯になっているとし、農村の労働者たちは、クラークと戦うどころか、それに共感さえ覚えていると批判した。当時、都市のホームレスの子供の75%が農村出身だった。また、教育人民委員会のM.S.エプシュタインはホームレスの急増は資本主義国の特徴で、アメリカでは20万人のホームレスがおり、小年感化院、収容所などで子供は虐待されており、それに比較すればソ連は立派に対応していると報告した。
ウリャニフカでは「子供の収容所」が設置され、骨のようになった2歳から12歳までの児童が収容されていた。「誰が子供の世話をするのか」と教育人民委員が質問すると、共産党の役人は「党と政府です」と回答したが、毎朝、子供の死体が移送された。死体を運ぶトラックから、まだ生存していた少女が発見されたこともあり、チュルヌーヒの「子供の家」で預かった。
1935年5月31日、浮浪児対策法が出され、NKVD管理下で隔離所が設置された。
北カフカースのマイコプ近くのヴェロヴェシチェンスク子供受刑者収容所では、児童が16歳になると、チェキストとして訓練を受けるために内務人民委員部の特別学校に送られた。。

### 餓えの果ての人肉食

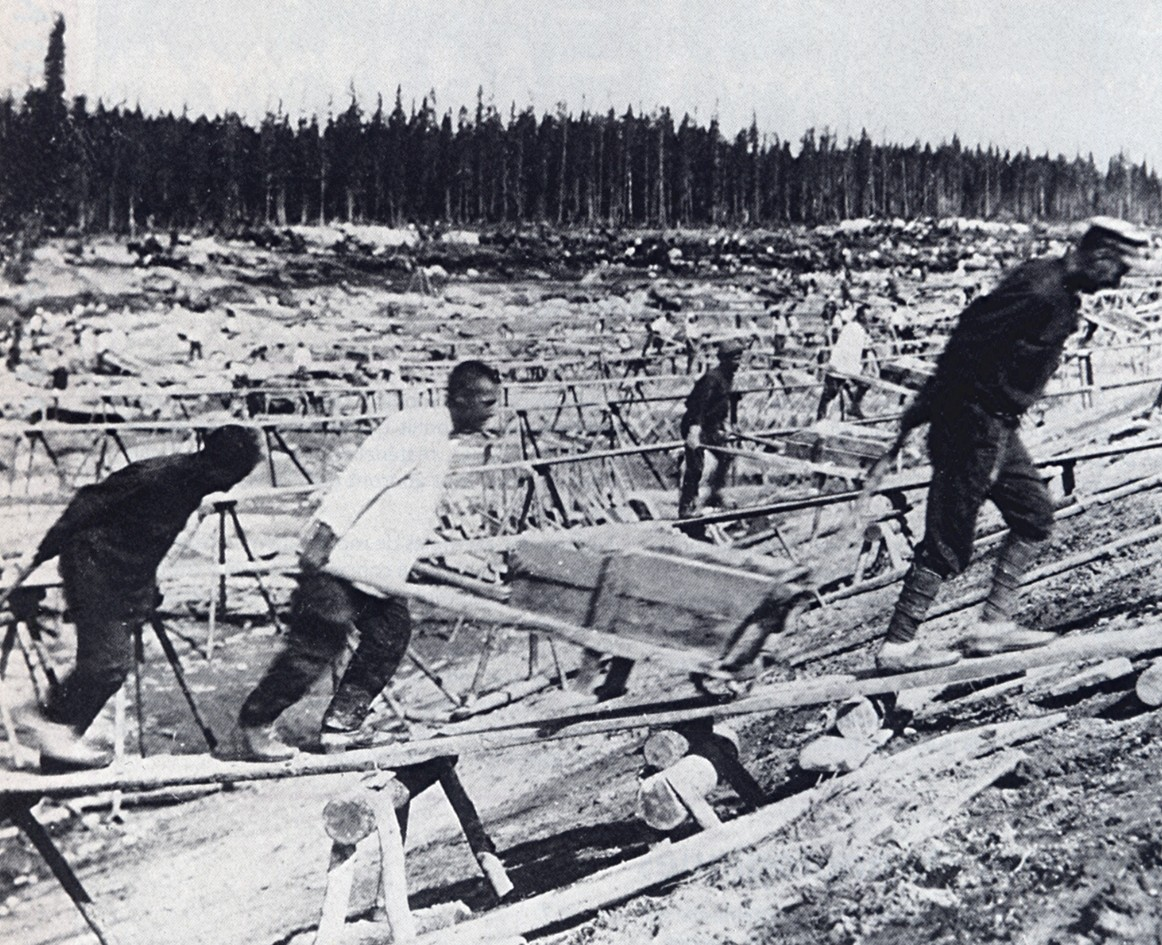
白海・バルト海運河で強制労働中の収容者（1932年）

食料を没収された農民達はジャガイモで飢えをしのぎ、鳥や犬や猫、ドングリやイラクサまで食べた。遂に人々は病死した馬や人間の死体を掘り起こして食べるに至り、その結果多数の人間が病死している。赤ん坊を食べた事例さえもあった。通りには死体が転がり、ところどころ山積みされ、死臭が漂っていた。取り締まりや死体処理作業のため都市から人が送り込まれたものの、逃げ帰る者も多かった。子供を持つ親は誘拐を恐れて子供達を戸外へ出さなくなった。形ばかりの診療にあたった医師達には、「飢え」という言葉を使う事が禁じられ、診断書には婉曲的な表現が用いられた。困り果てた農民達が村やソビエトに陳情に行っても「隠しているパンでも食べていろ」と言われるだけだった。
ウクライナでは家族同士で殺害してその人肉を食べることが頻発した。これはOGPUでも記録されており、親が子供を殺してその肉を食べたあと、その後やはり餓死したり、別のケースでは母親が息子を殺して、娘と二人でその肉を食べ、別の家では、息子の嫁を殺して、その肉を食べたりし、さらには人肉を取引する闇市場も登場したとも伝わる。当時の飢饉を体験した生存者が2007年にBBCのインタビューに答えたところによれば、一家全滅したため葬式もなかった家族がいたり、近所の家族が次々となくなっていくなか、樹皮や木の根なども食べて飢えをしのいで生活していたが、ある日、母親から「（子供たちが使っていた）近道にある家の老人が孫を殺して食べた後、その老人が息子に殺された。それから、司祭の家の隣人も子供たちを殺して食べた」と聞かされたという。
ウクライナでは1932年から1933年にかけて2505人が、人肉食（カニバリズム）により有罪となった。人肉食を犯した者は銃殺もされたが、強制収容所へ収容されることもあり、325人の人肉食い犯（男75人、女250人）が白海・バルト海運河収容所で強制労働に従事した。

### 情報統制
1921年飢饉の時には、国内ですべての新聞が報道し、ARAによる国際支援も実施されたが、1932-33年の飢饉では報道は禁止され、国際支援も実施されなかった。それどころか、ソ連政府は大飢饉は発生しておらず、外国からのウクライナ救援食料は不要として拒絶し、大飢饉という事実そのものが公式に否定された。
ソ連内で飢餓について報道は禁止され、飢餓に言及した場合は、反ソ連的プロパガンダ罪で逮捕され、強制収容所に5年以上入れられた。チェルニーギフ州ニージンの中学で生徒が「空腹」を口にすると「ヒトラーのプロパガンダ」だと叱られた。老いたリベラリストが死んで「飢え」という言葉が使われると、「反革命だ」と活動分子から批判された。農学者が村での飢饉を口にすると、「ソ連には飢饉など存在しない。噂を信じているのだ」と役人から反論された。
ただし、この時期に旅行者や記者が通りにころがるいくつもの遺体を目撃しており、ある兵士は、列車に飢えた人々が群がり、追い払われても、また押し寄せたので、兵士が食事のときに食べ物を分けてやることもあったと記録している。

### ロシア人の移住
各地の労働力不足は、都市から学生や軍の兵士も動員され、外から補給された。空になった農村にはロシア人が移住した。移住したロシア人は一ヶ月に小麦50ポンドの配給をもらっていた。
ハリコフ州のムラファ村では、ウクライナ人の孤児たちが死んだ親と生活していた家に、移住してきたロシア人が住んだ。孤児たちがロシア人の子供に「泥棒、人殺し」と罵ったことに理解を示した村の教員は、その責任を問われ12年の強制労働の刑となった。
1933年5月27日にはハリコフで警察が、給食に並んでいた数千人の農民を貨車に載せてリソヴェ駅近くの窪地に連行して、餓死するまで放置した。
6月にはカリーニンは、穀物不足は農民が怠けるからだと報告し、1933年6月17日、スターリンはウクライナに対して、去年の過ちを繰り返せばもっと極端な対策をとらざるをえなくなると通達した。オデッサ州の委員会が地元住民にも小麦を渡すべきだと進言すると、ボリシェヴィキは、国家への供出を後回しにすることはできない、富農への同情は「プロレタリア国家の敵の利益に奉仕すること」だと批判した。共産党新聞は、農民のためにパンを作ったコルホーズ議長を告発し、この議長は裁判に訴えられた。

### 穀物の備蓄と廃棄
1932年のソ連の穀物総生産は1931年より悪くなく、また、1926-30年の平均値よりわずか12%しか低くなく、飢饉といえるほどの収穫減ではなかった。1932-33年の飢饉の原因は、穀物の収穫高の減少ではなく、徴発が44%も増えたことが原因であり、責任がスターリン政権にあったことは明白であるとコンクエストは指摘する。徴発された穀物には、農民の食用分の少なくとも200万トンが含まれていた。
コンドラーシンによれば、集団化政策では、穀物は国のための資金獲得の源泉としてのみ見なされ、飢饉への備えは問題にされることはなく、1933年までのコルホーズでは、穀物の備蓄はなかった。1933年2-7月の飢饉のピークの時期に、政治局と人民委員会議は食料用に32万トンの穀物を交付する布告を採択した。しかし、支援はコルホーズ員のみに限定されており、さらにノルマを達成しない限り、食料は交付されなかった、または著しく減らされた。こうして、食料援助は、農作業を目標どおり遂行させるために利用され、コルホーズ員にとってもはや援助ではなかった。結局、スターリンは国家の備蓄分199万9700トンのうち1グラムさえも食料援助に回さなかった。コンドラーシンは、もし1933年前半に飢える人々に一人あたり100キログラム与えられていれば、少なくとも2000万人が餓死しなくてすんだという。
また、コンクエストによれば、穀物倉庫には「国家備蓄」としてストックがあったが、保管された穀物が農民に配給されることもなく、さらに腐ったために大量に廃棄されたこともあった。ポルタヴァ州の倉庫は満杯だったが、備蓄分は農民に渡されなかった。同州のレシェチリフカ駅では備蓄された穀物が腐り出したが、OGPUによって警備され、1933年4月−5月には、飢えた村民が倉庫を襲撃したために銃殺された。ルボチノ地域では、数千トンの備蓄分のじゃがいもが腐りはじめたため、アルコール合同企業に移管されたがもはや原料としても使えなかった。キエフのペトロフカ駅では小麦の巨大な山が腐り、トラクトルスキでは貨車20両分の穀物が水浸しになった。クラスノグラードやバフマチでも大量の小麦が腐ったために廃棄された。1933年秋には穀物を積んだ貨車がチェリビンスク近くで故障し、一ヶ月間放置され、その間、盗みにくるものがいたが殺害された。再び移動しようとしたときには、穀物は、雨水などで浸ったために腐っていた。こうした廃棄処分について党幹部も認知しており、ポーストィシェフは1933年11月に「相当量の穀物が、取扱の不注意によって失われた」と述べている。また、公的報告書では「サボタージュを受けたため」と報告されたこともあった。
穀物の多くは備蓄されず、また配給されず、国外へ輸出されていた。帝政ロシア時代にも「食わずに輸出しよう」という方針で穀物が輸出されていたが、スターリンはこれを踏襲し、1932年に160万トンを輸出し、飢饉の最中の1933年前半にも35万4000トンが輸出され、結局、1933年に海外に輸出された穀物は180万トンにのぼった。ロシアの研究者イヴニツキーとオスコールコフは、この180万トンの穀物があれば飢饉から人々を救うことは十分可能であったと指摘する。
スターリンが飢饉の事実を認めなかったのは、自分達の政策の破産を認めるに等しかったため、決して認められなかったと指摘されている。

### 大粛清下のウクライナ
ウクライナ民族主義への弾圧も強化され、1930年に「民族主義的富農主義」と批判されたマトヴォー・ヤヴォールスキーは、1933年3月に逮捕され、強制収容所に連行され、1937年に銃殺された。
共産党党員でも弾圧は免れなかった。ウクライナ共産党でも1932年に粛清が実施され、多くの党員が姿を消しており、1933年1月にスターリンは自分の直属部下をモスクワから派遣してきた。1月7日には、穀物調達の遅れはウクライナの「階級の敵」を地元の党員が容認したためとされ、1月24日に全ソ中央委員会は、調達の失敗は階級的警戒を怠ったウクライナ共産党の責任だと断言し、ポーストィシェフをウクライナ共産党第二書記・ハリコフ州第一書記に任命した。ポーストィシェフは地区委員会の書記237人と議長249人を更迭した。1933年2月のウクライナ中央委員会大会でコシオールは、コルホーズでは「階級の敵」が虚偽報告しているとし、村の党幹部たちはサボタージュを大目にみていると非難した。
ウクライナ共産党では党の方針に抵抗すれば粛清されるので、「沈黙の壁」が作られた。ウクライナ共産党のシュームスキーやスクルィープニクの書記なども「ポーランドの地主やドイツのファシスト」から献金されていたと告発され、1933年3月1日にはスクルィープニク（スクリプニク）がウクライナ教育人民委員を解任された。
1933年4月27日には、ウクライナ科学アカデミーのウクライナ語研究所がブルジョワ民族主義の温床として攻撃され、やがて7人の言語学者が逮捕された。1933年5月から数ヶ月間、多数の編集者、文学者、知識人の逮捕と自殺が相次いだ。
1933年6月10日、ポーストィシェフは、これらの反革命的知識人はソビエト政府打倒をめざし、穀物の調達困難にも責任があり、スクルィープニクは彼らを公然と擁護してきたと非難した。スクリプニクは「ウクライナ化政策」を推進したことで「自己批判」を強要されたが、それを拒否して1933年7月7日に自殺した。スクリプニク没後の11月、共産党は、生前のスクリプニクは、ウクライナ語の正字法に新しい記号を入れようとしていたが、これはポーランドによるウクライナ併合計画を支援するものだったと攻撃され、「反革命的な堕落した民族主義者」との烙印が押された。
1933年6月、スターリン派のウクライナ共産党政治局員D.マヌゥイーリスキーはウクライナのアカデミーや研究所は「階級の敵」のアジトになっていると告発した。農業アカデミー所長らは粛清され、強制収容所に連行された。シェフチェンコ文学研究所の所長ら5人は銃殺された。他にも多くの研究所で粛清が実施され、ウクライナ哲学研究所のヌィルチュク教授は「トロツキスト民族主義者テロリストセンター」という存在しない架空の組織の所長にされた。
NKVD長官エジェフは、1933年7月30日に00477号命令「クラーク、犯罪者その他の反ソ分子の抑圧について」を布告し、各地域でNKVD、検事、共産党代表の3者によるトロイカ審判で、処刑か収容所おくりかを即決できるようにした。最初の命令で26万8950人が逮捕、うち7万5950人が銃殺され、19万3000人が収容所へ送られた。最終的には、合計で76万7397人がトロイカで裁かれ、38万6798人が銃殺されたが、処刑理由は「潜在敵」であるからというだけであった。
1933年10月、演劇界でもベレジル劇場のレス・クルバスが民族主義者として解任されて逮捕、強制収容所で死亡した。ハリコフのチェルヴォノ・ザヴォドスク劇場では画家3人が民族主義者として銃殺された。
1933年10月15日までにウクライナの共産党員12万人が審査（粛清）され、2万7500人が「階級の敵」として除名された。ポーストィシェフは「教育人民委員会から2000人の民族主義分子と300人の科学者や作家を排除できた。8つのソビエト中央機関から200人以上の民族主義分子を粛清。協同組合と穀物備蓄関係者からは2000人以上が粛清できた」と11月19日に報告した。
1934年1月、OGPU長官バリーツキーはまだ他の陰謀が暴かれていないと述べ、2月にはポーストィシェフは、「われわれは過去一年で民族主義的反革命を根絶してきた」と自慢したが、粛清はまだ続いた。1934年12月のキーロフ暗殺後、大粛清が開始するが、キエフでも「白軍テロリスト」として、ドミトロー・ファルキフスキー、グリゴーリー・コシンカら28人の文学者、詩人オレークサ・ヴリズコが殺害され、1935年にも劇作家ミコーラ・クゥリシュが、1936年1月には文学者ミコーラ・ゼーロフのグループが粛清された。大粛清によってウクライナの著述家246人のうち204人が、言語学者84人のうち62人が、消された。このほか、ウクライナ気象庁職員が虚偽の天気予報を出したとして逮捕され、1933年3月には、サボタージュ罪で35人が処刑、40人が収監された。さらに、OGPUは家畜が死んだのは獣医の責任であるとし、1933年から1937年に獣医100人が銃殺された。
大粛清はウクライナのみならず、ソ連全土に及び、政敵だけでなく、政敵となる可能性のある者として、スターリンの忠実な側近や親族にさえもおよんだ。ペレストロイカ後に公開された確認できる情報に限れば、68万余が処刑され、16万余が獄死し、合計84万人余が殺害され、またNKVD資料では74万5220人が処刑された。しかし、これ以外の犠牲者も含めると、その犠牲の総数は800万 - 1000万人とも推計される。

## 北カフカース・クバーニ・ヴォルガ・中央アジア
1932-33年の飢饉、集団化政策や穀物調達政策から飢饉にいたる過程は、ウクライナだけでなく、沿ヴォルガ、中央黒土州、ドン、クバンでもほぼ同様の過程が進行した。

### 北カフカース・クバーニ
| 90-75% 75-50% 50-25% | 25-10% 10-5% 5-2% |

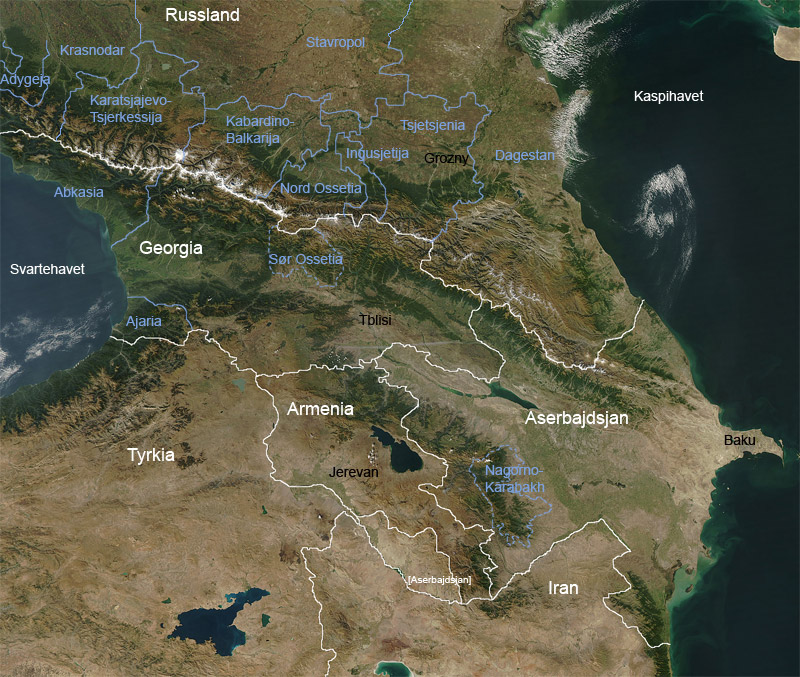
コーカサス山脈は西の黒海から東のカスピ海に走る。コーカサス山脈より北が北コーカサスである。山脈の南は南コーカサス（アゼルバイジャン、アルメニア、ジョージア）

コーカサス地域図

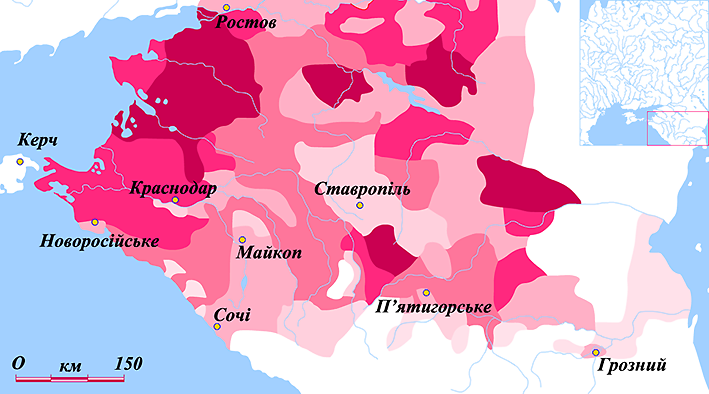
クバーニ地方（現在のロシアのクラスノダール地方、スタヴロポリ地方、ロストフ州、アディゲ共和国、カラチャイ・チェルケス共和国）におけるウクライナ人の割合（1926年国勢調査）
90-75%
75-50%
50-25%
25-10%
10-5%
5-2%

北コーカサスのクバーニ地方（現在のロシアのクラスノダール地方、スタヴロポリ地方、ロストフ州）のコサックは、元はウクライナ出身で、1918年にクバーニ人民共和国として独立したが、1920年にボリシェビキに滅ぼされた。1922-23年にはコサック反乱が起きた。
1926年、クゥバーニ川流域のウクライナ人は141万2276人、北カフカース全域のウクライナ人は310万7000人だった。
1929年11月、モスクワ・ライフル銃第14師団がドン川に駐屯した。
1932年と33年、北カフカーズでも穀物調達計画の不履行で農民から食料が没収された。クバーニの第一書記B・P・シェボルダーエフは、富農がコルホーズを拠点にしてソ連に挑戦してきたと報告した。1932年11月4日にM・F・シュキリャートフが北カフカース、クバーニ粛清委員会議長に就任すると、35000エーカーの土地をもつ国営農場「クゥバーニ」では労働者と職員の3分の1が粛清され、150人党員のうち100人が粛清された。
1932年11月、シェボルダーエフはポルタフスカヤ村の住民2万7000人に強制移住を命じた。ポルタフスカヤ地区では1925年までパルチザンが活動し、1929-30年には5600世帯のうち300世帯が強制移住を命じられ、40人が銃殺された地区だった。1932年12月、ポルタフスカヤ村で反乱が起き、内務人民委員部 (NKVD) 官吏や活動分子が殺害された。NKVD指揮官クゥバーエフは、ポルタフスカヤ村は富農に支配されていたとして、残りの村民全員の強制移住を命じ、従わない住民は銃殺すると布告した。住民が退去したあと、ロシア人移住者が移り住み、クラスノアルメーイスカヤ（赤い軍隊）と村名を変えた。
同様の作戦は、ウマンスカヤ、ウルプスカヤ、メドヴェージツカヤ、ミシャチフスカヤなどの村でも実施され、ラビンスカヤ村では全員退去ではなかったが、多数が銃殺された。16の村が極東に強制移住され、総数20万人が被害にあった。こうしてコサック村は潰滅していった。
さらにクゥバーニ川流域では、ウクライナ文化撲滅運動が行われた。1920年代にはスクルィープニク行政下に多くのウクライナ人学校が建設されていた。しかし、1929年12月、ウクライナ文化撲滅運動が開始され、1933年にはクゥバーニ地方の研究所の教授のほとんどが逮捕され、1937年までに746校においてウクライナ語に変わってロシア語が強制された。
1933年には、北カフカースのカフカース駅から毎朝、農民の死体を乗せた5-10両の貨車が2台、厳重に監視されながら発車され続けた。ラビンスカヤ村では強制移住を命じられた以外の住民24000人が残っていたが、そのうち14000人が餓死した。スタロコルンスカ村では、GPU騎兵隊が大量逮捕を繰り返し、14000人いた住民は飢饉のあとには1000人に減った。ヴォロニズカ村、ジンスカ村でも同様だった。ウクライナ系の村クラスノダール地区のパシュキフスケでは人口が半減した。スタヴロポーリ市では人口14万人のうち5万人が、クラスノダール市では14万人の人口うち4万人が死んだ。イギリス大使館はコサックはほとんど壊滅したと1933年に報告している
1933年4月16日、ドン地方出身の作家ショーロホフがスターリンにドン地方での残虐な徴発を告発すると、スターリンは「君は一面しか見ていない」とし、農民はソヴィエトとの「飢餓戦争」を行っており、農民は無害ではなく、労働者や赤軍がパン不足で苦しむのを喜んでおり、「連中はソビエト国家を潰そうと意図的にやっている。これは決死の戦いだ。」と回答した。

### ヴォルガ
現在のロシア沿ヴォルガ連邦管区に1924年に成立したヴォルガ・ドイツ自治共和国でも飢饉が広がった。沿ヴォルガでは、ロシア人も、タタール人も、モルドヴァ人も民族問わず、等しく飢えた。
1931年ヴォルガ下流域のコルホーズでは、ノルマを達成できなかった農民の鞭打ちが行われた。
1931年10月の党中央委員会総会で、ヴォルガ流域が凶作なので調達の減免措置を求めた地方書記に対して、スターリンは激しい調子で要請を却下した。また、供給人民委員部のミコヤン委員も、食料に必要な穀物量は問題ではない、「重要なことは『まず第一に国家の計画を遂行しろ、そのあとで自分の計画を満たせ』とコルホーズに言うことである」と指示した。コンドラーシンはこのことをもって、スターリン政権の指導部の農村政策に対する個人的な責任は一目瞭然であるという。
1933年2月にはなにもかもがソビエト政府への供出を命じられ、半年間パンもなく、国営農場では1日150gのパンだけが配給された。犬も猫も食べられ消滅し、あまりにも大量の人が死ぬので、墓を掘ることもできないとドイツ福音派の教会への手紙で報告された。餓死したドイツ人は14万人で、6万人以上のドイツ人が強制収容所に入れられた。

### 中央アジア
中央アジアのウズベキスタンでは1930-1933年の期間に、4万世帯が富農として解体された。
トルクメニスタンでは1930-31年で2211世帯が富農として強制移住させられた。
カザフスタンでは4万世帯が富農として解体され、さらに15000世帯が逃亡した。カザフでは、1926年の人口が396万3300人だったのが、1939年には310万900人と、約86万人が減少した。
1929-31年には中央アジアのムスリムがソ連政府と集団化政策に反発して、バスマーチ運動を起こした。ウズベキスタン、トルクメニスタン、キルギスでも暴動が発生した。

## 国際社会の反応

### 報道・情報戦
ウクライナの報道も制限されていたので、ごく少数の目撃者をのぞいて世界に知られることもなかった。ジャーナリストのガレス・ジョーンズは1933年3月、ウクライナへの旅行禁止処置をやぶって汽車でハルキウに入り、人々が飢えで腹がぱんぱんにふくらんでいるのを目撃した。マリア・ウォヴィンスカは、何体もの死体をみた。こうした少数の報道や、ウクライナから逃亡した農民たちの証言などから、ウクライナでの惨状について各国もある程度承知していたが、スターリンは、五カ年計画の成功を宣伝し、外交的承認を得ようとしていたため、飢饉を絶対に認めるわけにはいかなかった。国際政治の場でのソ連の名誉失墜は避けねばならなかった。
ソ連は、あらゆる手段を用いて、飢饉を作り話だと否定していった。オーストリアの新聞が飢饉を報道すると、ソビエト連邦共産党機関紙『プラウダ』は「無礼な中傷だ。汚い作り話だ」と否定した。ワシントンのソ連大使は、ウクライナの人口は年率2%で増えており、ソ連でもウクライナの死亡率は一番低いと述べた。また、ソ連の人口学者は、ウクライナの人口増加率が低いのは、凶作や自然減、そして「それまでウクライナ人と考えていた人が、自分をロシア人とみなすようになった」ことも要因であると説明した。
ソ連は、ソ連に同情的な世界中の知識人を利用して飢饉の隠蔽工作を行っていたことが現在では判明している。アメリカの「委員会」は、木材産業での強制労働が認められないと報告したが、この「委員会」は、ソ連との友好関係を保つ機関から報酬をもらって雇われていた。
当時バーナード・ショウやH・G・ウェルズ、エドゥアール・エリオらはソ連に招かれた。しかしこれは、「模範的な運営が成されている農村」を見せられ、当局の望み通りの視察報告を行っただけであった。
フランスの急進党エドゥアール・エリオは1933年8月と9月にソ連に滞在し、ウクライナにも5日間滞在し、見学や宴会で歓迎されると、『プラウダ』はエリオが、ウクライナに飢饉はなく、ソ連での飢饉があるという報道は虚偽報道だと述べたと報じた。きれいに飾られた集団農場の保育所でエリオが子供に昼食に何を食べたかと質問すると、子供はカツレツと鶏のスープと答えたが、ヴァシリー・グロスマンはこの農場の子供はミミズを食べていたと述べている。また、エリオに党の方針に反することを説明したウクライナ言語教育単科大学教授セーベルクは、カレリア強制収容所に5年収容された。
バーナード・ショーは1932年に「ロシアでは栄養失調のものは一人もいなかった」と証言した。1933年にはイギリスではソ連に関する嘘のキャンペーンが繰り広げられているが、実際のソ連には経済的奴隷制や失業もないと公言した。
1932-33年にソ連を視察したシドニー・ウェッブとビアトリス夫妻は1937年の著書『ソビエト共産主義』で、ソ連の集団農業強制は、1917年からの農民暴動の「最終段階」であるとして、富農撲滅運動を肯定し、また飢饉も深刻なものではなかったと報告した。ウェッブ夫妻は、飢饉の報道については「ほとんど行ったことのない人々」が勝手に書いていることで、食料が不足しているのは、農民が種まきと収穫を怠ったりしたためで、なかには共有財産である種を持ち帰り、私的に蓄える農民もいると非難した。また夫妻は、スターリンが1933年1月にウクライナから穀物を搾り取ろうと訴えた演説については「大胆で、活力がある」と称賛した。
ニューヨーク・タイムズ特派員記者のウォルター・デュランティは、ガレス・ジョーンズが実際にウクライナで目撃したことを報道すると、「いたずらに恐怖心をあおろうとしたでっちあげ」で「誇張された有害で悪意に満ちた（反共主義の）プロパガンダ」だとジョーンズを批判し、ソ連では「現実に飢饉などない」と断言した。ウェッブ夫妻は、デュランティを高く評価していた。
ジョージ・オーウェルは、イギリスの親ロシア派の知識人たちがウクライナ飢饉のような巨大な出来事に注意を向けなかったことを批判したが、権威ある知識人たちがソ連政府に同調して飢饉の事実を否定することを繰り返していくうちに、飢饉のことは忘れられていった。飢饉について知られるようになったのは、第二次世界大戦後のスターリン批判以降に、冷戦時代にソ連から亡命した者や、ソ連に共鳴していたが、ソ連の不正に気がついた西側諸国の知識人による研究や知見が蓄積するようになってからである。

### ソ連による支援拒否
一方、英国、カナダ、スイス、オランダ等各国および国際連盟は国際赤十字を通じて、ウクライナ飢饉に手を打つようソ連政府に要請をおこなったが、ソ連政府は頑として飢饉の存在を認めず、「存在しない飢饉への救済は不要」という答えを繰り返すだけであった。

### ウクライナ
ドイツ系、ポーランド系のウクライナ人は、ドイツ、ポーランドの領事館に相談したため、ドイツ、ポーランドでは情報が母国へ伝わっていた。スターリンは演説でポーランドがウクライナに侵攻して併合しようとしているとのべていたため、1932年にウクライナの農民はポーランドのウクライナ侵攻を期待していた。しかし、1932年7月にソ連・ポーランド不可侵条約が調印されたため、この希望は潰えた。
ウクライナでは反ソ・反共感情が高まったため、のちに独ソ戦によりヒトラーのドイツ軍が侵攻した時は「解放軍」として喜んで歓迎し、大勢のウクライナ人が兵士に志願し共産党員を引き渡すなどドイツの支配に積極的に加担したほどであった。しかし、ドイツ人の生存圏の拡大と、ウクライナ人を含むスラヴ系諸民族の排除を目指すナチス・ドイツもまた、ウクライナ人に過酷な政策を実施した。中でも、ナチスの食糧大臣ヘルベルト・バッケは東部総合計画の基、ソ連で起きた飢饉を参考にそれらを上回る規模の大飢饉を起こし、ドイツ人の入植の邪魔となるウクライナ人を始めとした現地人を絶滅させる計画を立てていた（詳細は飢餓計画を参照）。ウクライナでは反ソ・反共感情はそのままに反独感情も高まり、1942年10月には赤軍とドイツ軍の双方に対抗するレジスタンス組織「ウクライナ蜂起軍」が結成された。

## その後
ウクライナの村には、五カ年計画の完遂を祝って凱旋門が建てられた。そのまわりには餓死した遺体が放置されていた。「富農」を追放した共産党員の役人は裕福になり、特別な店で好きなものを買うことができた。その後のウクライナ人の出生数が大幅に抑制される等の多大な悪影響を及ぼした。

### ウクライナ・パルチザン
他方で、パルチザン・レジスタンス運動も行われた。第二次世界大戦時にはウクライナ・パルチザン軍は1942年秋にドイツ軍の穀物徴発に抵抗し、ドイツ軍が敗退した1944年春以降には反ソ連ゲリラとして活動した。

### 第二次世界大戦後
第二次世界大戦後の1946年秋から1947年夏にかけても、ウクライナ、モルダヴィア、中央黒土地帯、ヴォルガ川下流域で旱魃による飢饉が発生し、100万人の犠牲者が出た。
ホロドモールを目撃したウクライナの作家オレクサ・ウォロペイ (Olexa Woropay) は1933年のホロドモールについての著書を1950年代から80年代にかけてイギリスで執筆した。

### ソ連における認識
1991年のソビエト連邦の崩壊にともなうウクライナの独立まで、飢饉について多くのウクライナ人は知らないままであったと、当時の飢饉を体験した生存者は語っている。
1932-33年の冬に飢えて死んでいく人々の群れを目撃した当時特派員だったレフ・コペレフは、「心を萎えさせるような同情に負けてはならなかった」「革命の義務をはたしつつあった」「共産主義の目的のためにはすべてが許される」と自分に言い聞かせたと回想している 。コペレフによれば、ソ連では1930年代の飢饉については、1980年でもタブーとされた。
1978年のソ連の著書では、穀物徴発が失敗した原因であるサボタージュはクラークが組織し、クラークは穀物を大量に隠し持ち、国家に販売するのを拒んだと説明されていた。

### 胎児期に飢饉に晒された結果、成人した後に2型糖尿病を発症した
2024年のサイエンス誌に発表された大規模追跡研究で、1930年から1938年の間に生まれた10,186,016人のウクライナ人男女のうち、2000年から2008年に128,225人が二型糖尿病と診断された。特に1934年上半期に生まれた（すなわち妊娠初期に1933年中頃の飢饉のピーク期にさらされた）人々は、さらされていない人々と比較して二型糖尿病の罹患率が2倍以上高く、しかもさらされた飢饉の重症度と成人後の二型糖尿病リスクの上昇との間に用量反応関係が認められた。これは胎児が栄養不良にさらされると代謝変化が引き起こされ、胎児が栄養不良の環境に備えた結果、成人後に栄養十分な環境下では代謝障害のリスクが増加したものとして説明される。この研究結果は、現在のロシア・ウクライナ戦争、ガザ・イスラエル粉争、異常気象による最近の栄養失調の発生により、ウクライナだけでなく世界中で今後何世代にもわたって糖尿病のリスクを高める可能性があることを示している。国連世界食糧計画は、2023年にはウクライナ人の1,100万人（人口の3分の1）が飢餓の危機に瀕していると推定している。

## 犠牲者数
ホロドモールの犠牲者数については諸説ある。記録がないため、飢饉の正確な犠牲者数は不明である。ソ連では国勢調査が実施されていたが、共産党幹部の意向で変更された。たとえば、1937年の国勢調査では見込みより800万人少なかったため、スターリンは調査した人口学者を処刑している。1933年4月のキエフ州だけで49万3644人が飢えで苦しんでいると報告されているが、この報告では死者数は報告されなかった。

### 当時の報道など
当時の報道で、飢饉による被害は世界でもある程度知られており、スクリプニクは自殺直前、アメリカに移住したロシア人に対して、ウクライナと北カフカスでの餓死者は800万人だったと述べている。国家政治保安部 (GPU) のV.A.バリーツキーも800万から900万人が犠牲になったと1930年代に述べていることがAdam J. Tawdulによって報じられている。また、ソ連支持派ジャーナリストのウォルター・デュランティも、1932年に北カフカースとヴォルガ川下流域の人口はおよそ300万人、ウクライナでは400-500万人が減少したと1933年9月に報告している。
ハリコフで働いていたアメリカ人の共産党員は、飢えによる死者は450万人、栄養失調や病死で数百万人が死んだと述べた。1933年のソ連の官僚の私的な会話では死者数は550万人と話されていた。
なお、ウクライナのドネツィクで育ったニキータ・フルシチョフ第一書記は「私が正確な数字を提示できないのは、だれも計算しつづけていなかったからだ。われわれが知っていたのは、無数の人々が死につつあるということだけであった」とのちに回想している。

### 歴史学者による推計
1986年にイギリスの歴史学者ロバート・コンクエストは、1932 - 33年のウクライナにおける飢饉の死者数は500万人と推計した。これはウクライナ人口の18.8%、農村人口の約四分の一にあたる。コンクエストの推計の詳細は、以下のとおりである。1930年から37年にかけての農民の総死者数は1100万人で、1930年から37年にかけて逮捕され強制収容所での死者数は350万人で、合計1450万人であった。このうち、富農撲滅運動による死者数は650万人、農業集団化によるカザフ人の死者数は100万人で、1932-33年の飢餓による死者数は合計で700万人だったとする。このうち、ウクライナ飢饉の死者数は500万人で、北カフカース飢饉での死者数は100万人、その他の地域の飢饉での死者数は100万人であるとする。強制収容所で死んだ350万人の多くは、ウクライナとクゥバーニ川地方の農村出身者だった。ただし、これは飢饉によるのでなく、強制移住による犠牲である。またコンクエストは、子供の餓死者は300万で、富農撲滅運動の犠牲になった子供は100万とみる。
| 農民の死亡者         | 1100万人 |
| 強制収容所での死亡者 | 350万人  |
| 合計                 | 1450万人 |

| 富農撲滅運動による死者数         | 650万人                                                         |
| 農業集団化によるカザフ人の死者数 | 100万人                                                         |
| 1932-33年の飢餓の死亡者数        | ウクライナ：500万人, 北カフカース:100万人, その他の地域:100万人 |
| 合計                             | 1450万人                                                        |

コンクエストはウクライナの農村人口は当時2000万-2500万で、そのうち500万が犠牲になったとし、当時の記録史料から以下のような詳細な数値を提示している。ウクライナのキエフ州、ヴィーンニツァ州では墓を掘る力を持つ者もおらず、グルスク村では人口44%が死亡し、ジョルノクロヴィ村では430人が餓死した。ロマンコヴォ村では1933年の五ヶ月の間で、人口4000-5000人のうち588人が死亡した。
ヴィーンニツァ州のマトキフツィ村は312世帯と1293人の人口だったが、5人が自分の畑でとうもろこしを収穫したために銃殺され、24家族がシベリアに送られ、1933年には残りの多数が死に、村は空になった。オルリフカ、スモランカ、グラビフカ村では人口3000-4000人だったが、45-80人しか生存者がいなかった。ポルタヴァ州のマチュヒ村には2000世帯がいたが、半分が死亡し、同地区の部落は全滅した。映画のロケで使われることも多かったヤレスキ村は人口1500人が700人となった。ジトーミル州の人口1532人の村では813人が飢饉で死亡した。
中井和夫らは、少なくとも、当時のウクライナの人口の一割以上、400万人から600万人が飢饉によって犠牲となったとする。
黒宮広昭はソ連で700-800万人、ウクライナで少なくとも400万人が死亡したとする。
ロシアの研究者コンドラーシンは、1932-1933年のウクライナとロシア飢饉の犠牲者は500万〜700万人（直接的損失と間接的損失）と2006年に述べている。
ウィートクロフトは、1932-1933年の飢饉の犠牲者は600万〜700万人、うちウクライナでの犠牲は350-400万とする。
D.マープルズの2007年の著書では500万人とされる。
マイケル・エルマンはウクライナで320万人が死亡したとする。
ウクライナの歴史学者スタニスラフ・クルチツキーは、ウクライナで300万人から350万人が餓死あるいは病死し、大飢饉による出生率低下を含む人口喪失では450万人から480万人が消失したとする。
ソ連史研究者の栗生沢猛夫は1932-34年の飢饉で、ウクライナ、北カフカース、ヴォルガ流域、カザフスタンなどで400万から600万人の犠牲者が出たとする。
アメリカイェール大学の歴史学者ティモシー・スナイダーは2010年の著書でウクライナでの餓死者や栄養失調による死者数の総数は330万人が妥当とする。これらのうち300万人がウクライナ人で、残りの30万人がロシア人、ポーランド人、ドイツ人、ユダヤ人と推計した。また、スナイダーは、カザフスタンの飢饉では130万人が死亡し、そのうちウクライナ人は10万人だったとする。
歴史学者ノーマン・ネイマークは、1932-33年飢饉で、ソ連全土で600-800万が犠牲となり、このうち300万-500万がウクライナとウクライナ人が多く住んだ北クバンで犠牲になったとする。1930年代のスターリン政策で数万のクラークが処刑され、200万人がグラグに送られ、現地で数十万人が死亡したとする。1932-33年だけで25万の農民が流刑地で死亡した。また、ネイマークはウクライナ飢饉の分析が難しいのは、他の地域でも飢饉があったからだという。カザフスタンの死者数は145万人で、カザフスタンの全人口の38%にあたり、逃亡したカザフ人の多くは射殺された。なお、ジェノサイド研究者のクルト・ヨナスゾーンは、カザフスタンの飢饉をジェノサイドとみなしている。
オメリアン・ラドニツカイエ、O.ヴォロヴィナ、S.プロヒーらの研究グループの2016年の研究によれば、1932-34年のウクライナ飢饉によって引き起こされた直接的損失または超過死亡者数は390万人で、飢饉の影響による出産喪失で60万人が消失し、計450万人が死亡した。
ウクライナの歴史学者スタニスラフ・クルチツキー、および人口統計学者O.ヴォロヴィナ、ハーバード大学歴史学教授のS.プロヒーらの研究グループの2017年の研究によれば、
ホロドモールによる犠牲者（超過死亡）は合計394万2000人で、地域別ではキエフ州、ハルキウ州がそれぞれ100万人を超える犠牲を出した（表3)。
| 州 (オーブラスチ)      | 総数（人）  | 人口1,000人あたり |             |
| ---------------------- | ----------- | ----------------- | ----------- |
| 北部地域               |             |                   |             |
| ヴィーンヌィツャ州     | 54万5000    | 126               |             |
| キエフ州               | 111万1000   | 200               |             |
| チェルニーヒウ州       | 25万4000    | 91                |             |
| ハルキウ州             | 103万8000   | 191               |             |
| 南部地域               |             |                   |             |
| ドニプロペトロウシク州 | 36万8000    | 102               |             |
| オデッサ州             | 32万7000    | 108               |             |
| ドネツィク州           | 23万1000    | 54                |             |
| モルダヴィアASSR       | 6万8000     | 120               |             |
| 合計                   | 394万2000人 | 394万2000人       | 394万2000人 |

### 国連、政治家など
2003年に25ヶ国が署名した国連の共同声明では、700万から1000万人が死亡したと宣言した。
2005年にはユシチェンコ大統領がアメリカ議会の演説で「ホロドモールにより、2000万のウクライナ人の命が奪われた」と述べ
、カナダのスティーヴン・ハーパー元首相は死者数を約1000万人とする公式声明を発表している。
しかし、ユシチェンコ大統領らが2000万人などの極端な数字を使うことに対し、アメリカの歴史学者ティモシー・スナイダーは死者数の誇張であると批判し、「1932年から1933年のウクライナの飢饉は、意図的な政治決定の結果であり、約300万人が亡くなったことは事実だ」と述べた。
また、メルボルン大学の歴史人口学者スティーブン・ウィートクロフトは「ハーパーや西側の有力政治家が、ウクライナの飢饉による死亡率について、このように誇張した数字を使い続けていることは問題だ。」「1932から33年の飢饉により死亡したウクライナ人が1000万という数字を受け入れる根拠は全く無い。」とポストメディア・ニュースに宛てた電子メールに綴っている。
司法判断
2010年のキエフ控訴裁判所の判決によると、飢饉による人口損失は全体で1000万人に達し、そのうち390万人が直接的な餓死、残り610万人が出生不足に陥ったとされている。
心理学者
ウクライナ ジトーミル州立大学の心理学者Gorbunova, Viktoriiaとウクライナ国立教育科学学院社会政治心理学研究所の心理学者Vitalii Klymchukらは2020年に犠牲者は400万人から700万人と設定して飢饉体験者およびその家族の心理調査をしている。

## 人災として
ソ連史研究者の塩川伸明は、飢饉の原因はソ連政府による過酷な穀物調達の強行にあったことは明らかで、この飢饉は人災であったとする。ただし、ウクライナ人を抹殺する意図があったかについては（1997年時点で）証明されていないと指摘する。
ソ連史研究者の栗生沢猛夫もこれはあきらかに集団化にともなう人災であったという。
ウクライナ・ソ連史を専門とする歴史学者中井和夫も、ソ連政府が苛酷な穀物徴発と強制措置を実施したのみならず、飢饉を否定し、食料援助などの対策を取らなかったことが大きな犠牲を招いた原因であるのは疑いようがないとする。
ロシアの研究者ヴィクトル・コンドラーシンも、1932-1933年の飢饉はウクライナだけでなく、ソ連の穀物地帯を襲ったが、飢饉の根底には、スターリン体制の暴力的な集団化と強制的な穀物調達があったとする。また、R.デイヴィス、S.ウィートクロフト、M.レヴィン、S.メルル、L.ヴァイオラ、D.ペナー、奥田央、S.フィッツパトリックらもこの結論を支持している。コンドラーシンによれば、1931年と32年の気候は良好ではなかったが、当時の農業技術の水準が維持されていれば大規模な凶作を引き起こすようなものではなかった。飢饉の原因としては、集団化と穀物調達、クラーク清算、さらにコルホーズ体制確立のための飢饉に手を借りた農民への処罰、および農民の抵抗に対する苛烈な弾圧、伝統的な農村システムが破壊されていたために救済も不可能であったことなどがあり、したがって、1932-33年の飢饉はスターリン政府による「組織された人為的な飢饉」であり、ウクライナ・ロシアを含むソヴェト農民全体の悲劇であったとする。
飢饉はウクライナだけでなく、ロシアやほかの地域でも発生していたのであり、飢饉を意図していたかは疑わしいとする見解に対して、歴史学者ティモシー・スナイダーは、ウクライナ飢饉は「計画的な見殺し」だったとし、何百万人が餓えで死亡したのは、食料不足からではなく、食料の分配が適切に行われなかったためで、誰が食料を獲得できる資格があるのかを決めたのはスターリンだったとする。1932年にはロシアでも飢饉が発生したが、ウクライナへの対応は特殊でかつ徹底的だった。すでに大量の餓死者が報告されていたにもかかわらず、1932年11月からの徴発強化でスターリンは、ウクライナ農民から「余剰穀物」「肉（家畜）」の徴発を強化し、徴発に応じなかったものを「国家に対する裏切り者」として強制収容所に送り、さらに翌1933年初頭には、ウクライナの国境を封鎖し、逃亡農民を逮捕していった。
ウクライナの歴史学者スタニスラフ・クルチツキーはウクライナ飢饉を引き起こした原因はスターリンによる穀物の強制徴発をはじめとする農村政策にあったとする。

## ジェノサイドとしての認定と議論

### 現代ウクライナにおける議論

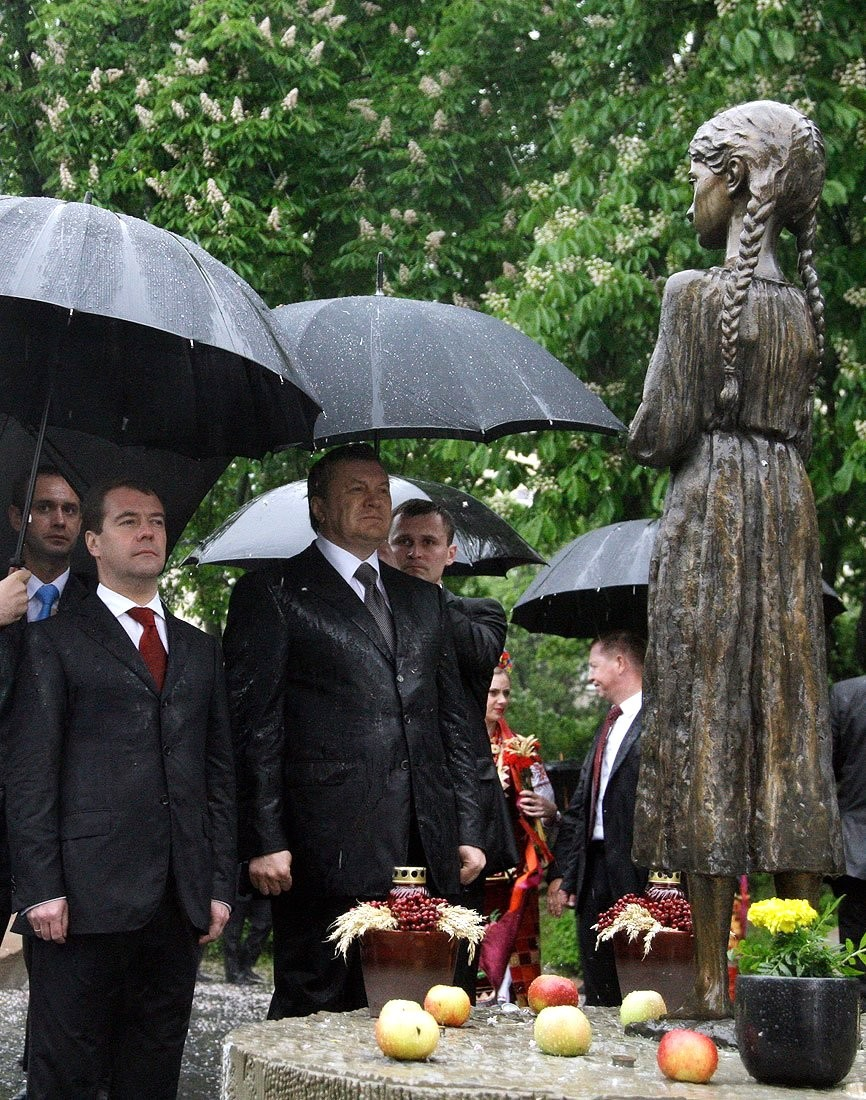
ウクライナ大統領ヤヌコーヴィチと共に慰霊碑を訪れた、ロシア大統領メドヴェージェフ（2010年）

飢餓による餓死者の総数やこの飢饉がジェノサイドを目的に起こされたものであるかどうかで現在も議論が続いている。詳細な犠牲者数についてはホロドモール#犠牲者数を参照。
この飢餓の主たる原因は、広範な凶作が生じていたにもかかわらず、ソ連政府が工業化の推進に必要な外貨を獲得するために、国内の農産物を飢餓輸出したことにあった。その意味で大飢饉が人為的に引き起こされたものであることは否定できない。
2007年、ウクライナのヴィクトル・ユシチェンコ大統領は、飢饉をウクライナ人に対するジェノサイド（大量虐殺）であったと主張し、国際的な同意を募った。一方、ロシアは、飢饉の被害はウクライナ人のみならずロシア人やカザフ人にも広く及んだと指摘して、これがウクライナ人に対する民族的なジェノサイドであることを否定した。ウクライナ共産党のペトロ・シモネンコは飢饉は意図的なものではなかったとして、ユシチェンコ大統領は根拠もなく憎悪をかきたて、ロシアとウクライナの間に民族対立を作ろうとしていると批判した。ユシチェンコ大統領は、ホロコースト否認規制法のようなホロドモール否認規制法案を出す予定であると報じられ、2015年の脱共産主義法で制定された。
2008年、ホロドモール発生75年を記念して、キエフにウクライナ飢饉犠牲者追悼記念館が開設。2010年には国立化され、「ホロドモール犠牲者追悼国立博物館（ウクライナ語: Національний музей «Меморіал жертв Голодомору»）」と改称された。一方クリミア半島の特別市セヴァストポリでは2009年にセヴァストポリ・ホロドモール博物館が開館したが、間もなく展示写真数点が1920〜30年代に起こったヴォルガ地方飢饉や世界恐慌時にウクライナ国外で撮影されたものの流用であることが明かされ問題となった、。なおセヴァストポリは2014年クリミア危機以降ロシアの実効支配下にある。
2010年4月27日、ユシチェンコの後任で親露派であるヴィクトル・ヤヌコーヴィチ大統領は、「ホロドモールは、ウクライナ、ロシア、ベラルーシ、カザフスタンの4カ国でおきた。それはスターリンの全体主義体制の結果である。しかし、ホロドモールを一つの民族に対するジェノサイドと見なすことは間違っているし、不公平だ」「これはソ連に含まれていた諸民族全てに共通する悲劇だったのです」と述べ、スターリン政権の失策であることは認めつつも、ジェノサイドであるかは否定した。
2015年、脱共産主義法（ウクライナの共産主義者と国家社会主義者による全体主義体制に関する象徴の宣伝禁止法）が公布され、1917年から1991年までのウクライナにおけるソビエトによる犯罪を否認することが禁止され、ホロドモールがなかったとか、当時のソ連政府の責任を否認したりすることが規制対象となった。脱共産主義法はロシアによる2014年のクリミア危機をふまえて設定されたものともいわれ、欧州評議会ヴェネツィア委員会は同法の自由制限範囲が広範囲であることを批判したり、アムネスティなども言論の自由への侵害につながると批判した。ただし、同法はあくまで宣伝（プロパガンダ）に利用した場合に限定されているなどの指摘もある。

### 国家犯罪（ジェノサイド、人道に対する罪）認定に関する議論
「ジェノサイド」という言葉を考案した法律家ラファエル・レムキンは、ウクライナ飢饉を「ソ連によるジェノサイド」の典型例であるとした。しかし、1948年に採択されたジェノサイド条約では「国民的、人種的、民族的又は宗教的集団」への破壊行為と定義されるが、「社会・政治集団」は除外された。しかし、初期草案には「社会・政治集団」の字句は盛り込まれていた。しかし、ソ連などは国内の反乱を鎮圧すればジェノサイドとして弾劾されかねないことをおそれ、削除させた。
歴史学者ティモシー・スナイダーは、ホロドモールは大量虐殺ではあったが、「民族の絶滅」を意図したという意味での「ジェノサイド」であったかについては、スターリンの「意図」は違ったとか、ウクライナ人だけでなく「クラーク（富農）」が標的であったなどといった「定義の政治的修正」といった問題があり、議論があると指摘する。
歴史学者ノーマン・ネイマークは、スターリンによる大規模な大量殺人 (mass killing) は、ポグロム、虐殺 (massacre)、爆弾テロのような大量殺人とは峻別されるべきで、ジェノサイドの定義に「社会・政治集団」の計画的大量殺戮も含めるべきであり、スターリンのロシア、毛沢東の中国、ポル・ポトのカンボジアなど共産主義社会における大量殺戮は、少数民族に対するジェノサイドと並べて考えるべきだとする。ネイマークは、カンボジア大虐殺のように階級ジェノサイドにみえるものであっても、民族的要素があるという。ポーランド人、ドイツ人、ウクライナ人、北カフカス諸民族、朝鮮人に対するソビエトのクラーク撲滅運動において、政治社会集団は「でっちあげられた民族」として機能しており、したがって、ホロドモールにおける攻撃対象が農民だったのか、それともウクライナ人だったのかという方向で議論してしまうと、「階級」や「民族」のカテゴリーがたやすく互いに混じり合うことを見失うことになってしまうと指摘する。
さらにネイマークは、クラーク撲滅運動はクラーク階級の抹殺を意図しており、ジェノサイド的性格を帯びていたとする。クラークは個人でなく、家族、親族単位で認定され、時には一家全滅となり、クラークというレッテルをはられると強制移住となった。スターリン政府にとってクラークは『人民の敵』であり、『豚』『犬』『ゴキブリ』『屑』『害虫』『汚物』『ごみ』であり、それゆえ浄化され、叩きつぶされ、抹殺されるべきものであり、作家ゴーリキーもクラークを『半獣・動物』として描き、ソ連の新聞は猿として描写した。このようにクラークは「人間ではないもの」として非人間化され、生まれつき劣等な存在として種族化された。
そのうえで、スターリン、モロトフ、カガノーヴィチらの対ウクライナ政策は、穀物不足と収穫不良をもたらしただけでなく、ウクライナの飢餓状況を政府は無視し、見殺しにした。多くの資料から、当時備蓄された穀物300万トンの在庫があったことがわかっているが、これは農民全員を救える量だったにもかかわらず、配給されることはなかった。なお、ソ連は工業への投資のために、1933年に180万トンの穀物を輸出していた。スターリンの攻撃はソビエト国民、党員にも向けられており（大粛清など）、より大きな犯罪行為の一部としてウクライナ飢饉をみなすこともできるが、スターリン政権は、ウクライナの農民が食料を探し、逃亡するのを許さず、カザフ以上に被害を悪化させた。スターリンはウクライナ人の絶滅を目指したわけではなかったが、敵性民族とみなしてウクライナの社会を破壊し、強制的にソビエト国民に変えようとし、ウクライナ農民を死に値する「人民の敵」だとみなした。こうしたことから、ネイマークはウクライナの飢饉は「前例のない速度で近代化しようとするボルシェビキの願望と、その過程でソ連全土の独立農民の背骨を叩き折ろうとする決意から引き起こされた」のであり、ホロドモールはジェノサイドとみなすべきであると主張する。
ウクライナの歴史学者スタニスラフ・クルチツキーは、農民から食料を奪うことは残忍な殺害でありテロリズムであり、ホロドモールは飢饉によるテロであり、ウクライナ人と農民に向けられた特別なジェノサイドであったと主張する。

### ジェノサイドとして承認した国・団体

ホロドモールをジェノサイドとして承認している諸国（青）。

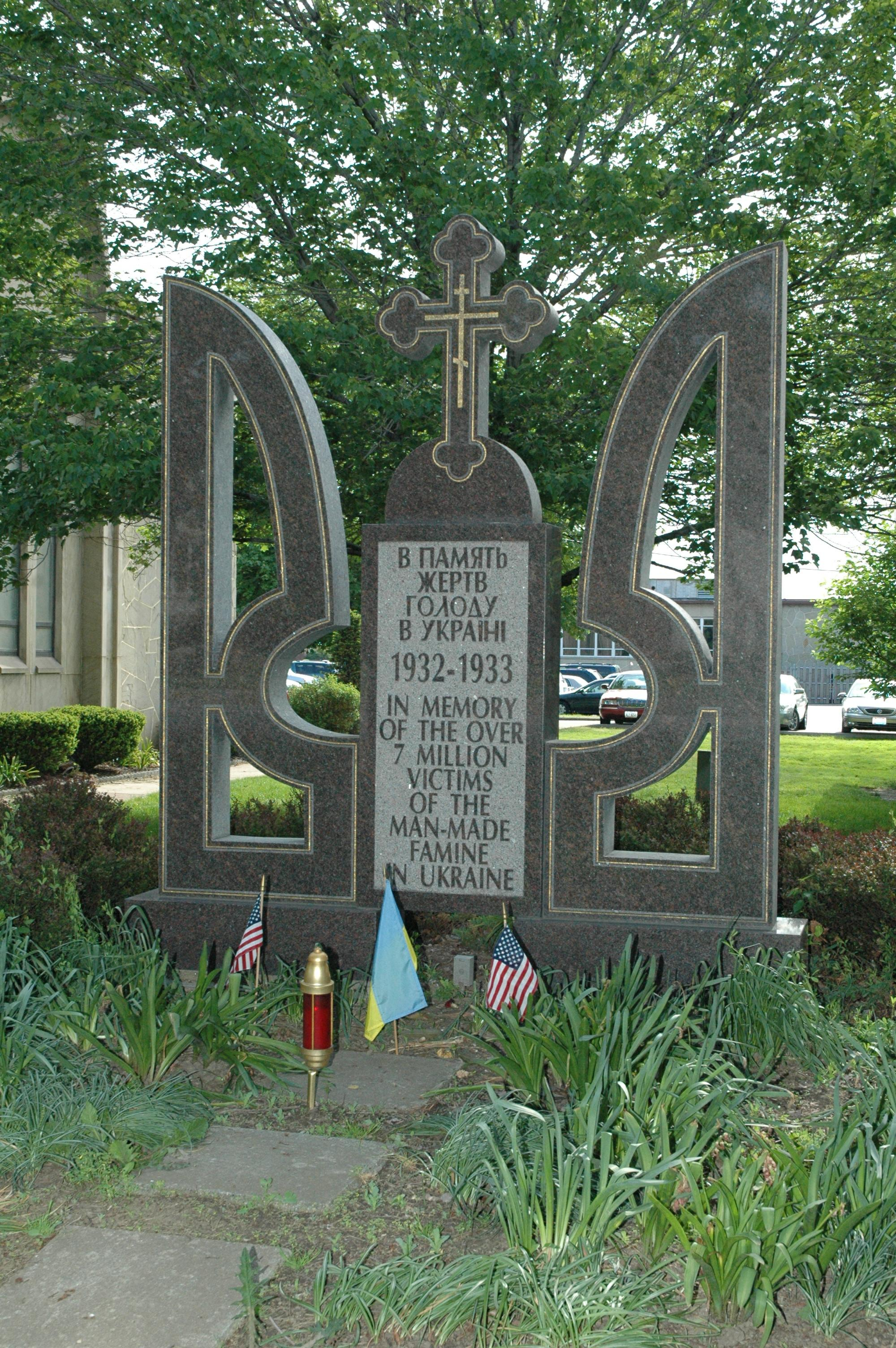
アメリカ合衆国オハイオ州パーマ市のウクライナ正教会聖ヴォロディミル大聖堂の敷地に立つホロドモール慰霊碑

2006年、ウクライナ議会は「ウクライナ人に対するジェノサイド」であると認定した。また、米英など西側諸国においても同様の見解が示されており、ソビエト連邦による犯罪行為であるとしている。
また、エストニア、ラトヴィア、リトアニアはソ連崩壊後、独自にジェノサイド国内法を採択し、1940-41年のソ連占領期におけるNKVDによる市民殺害と強制移住、1944-45年のレジスタンス「森の兄弟」弾圧、1948-49年のクラーク撲滅、1949年のヒーウマー島の住民251人のシベリアへの強制移住、「人民の敵」と「民族主義者」への弾圧などスターリン時代の弾圧をジェノサイドとして提訴し、何人かの共産党員（当時）を有罪にした。
- アメリカ合衆国:1988年4月19日（政府委員会）、2003年10月21日（上院）、2006年10月13日（下院）、2008年9月23日（上院）
- エストニア：1993年10月20日（国会）
- オーストラリア：1993年10月28日、2003年10月31日（元老院）、2008年2月22日（衆議院）
- カナダ：2003年6月20日（元老院）、2008年5月28日（衆議院）
- ハンガリー：2003年11月26日（国会）
- バチカン市国：2004年4月2日
- リトアニア：2005年11月24日（国会）
- ジョージア：2005年12月20日（国会）
- ポーランド：2006年3月16日（元老院）、2006年12月4日（国会）
- ウクライナ：2006年11月28日[180]
- ペルー：2007年6月19日（国会）
- パラグアイ：2007年10月25日（国会）
- エクアドル：2007年10月30日（国会）
- コロンビア：2007年12月21日（国会）
- メキシコ：2008年2月19日（国会）
- ラトビア：2008年3月13日（国会）

国際組織
- 欧州議会：2022年12月15日（議会）[183]

団体
- バルト協会：2007年11月24日
- コンスタンディヌーポリ総主教庁：2008年11月20日

### 人道に対する罪として承認した国・団体
- アルゼンチン：2003年9月23日（元老院）、2007年11月7日（元老院）、2007年12月26日（衆議院）
- スペイン：2007年5月30日（国会）※「ジェノサイド」としての承認はスペイン社会労働党の反対によって退けられた。
- チリ：2007年11月13日（国会）
- チェコ：2007年11月30日（国会）
- スロバキア：2007年12月12日（国会）
- ロシア：2008年4月2日（国会）「ジェノサイド」ではないことを強調。

国際組織
以下のいずれにおいても、ロシア側の反発や他国内の諸問題が足枷となり「ジェノサイド」としての承認は却下された。
- 国際連合：2003年11月7日（65ヶ国）
- ユネスコ：2007年11月1日（193ヶ国）

## 文化的影響

### 文化的影響
ホロドモールはウクライナの文学、映画、芸術に深い影響を与え、犠牲者の記憶を後世に伝える作品が生まれた。作家・脚本家のヴァシル・ゼムリャクは、小説『白鳥の群れ』（ウクライナ語: Лебедина зграя、1965年）で、ホロドモール後の農村社会の集団化と伝統の崩壊を詩的に描いた。この作品は、ソビエト政策下でのウクライナの民族的アイデンティティの葛藤を象徴的に表現し、1976年にウクライナ・シェフチェンコ国家賞を受賞した。ゼムリャクはまた、自身の小説を基にした映画『バビロンХХ』（1979年）の脚本を担当し、ホロドモールの文化的記憶を視覚芸術にも広げた。

## 2022年ロシアのウクライナ侵攻との関連
2022年にロシアがウクライナ侵攻を開始すると、ロシア軍がウクライナ南部ヘルソン州で穀物を収奪し、クリミア半島に運び出した。ウクライナ外務省はロシアによる収奪を非難し、ウクライナ・ベラルーシのメディア「ゼルカロ」は、1930年代のウクライナ大飢饉の惨劇を思わせると論評した。

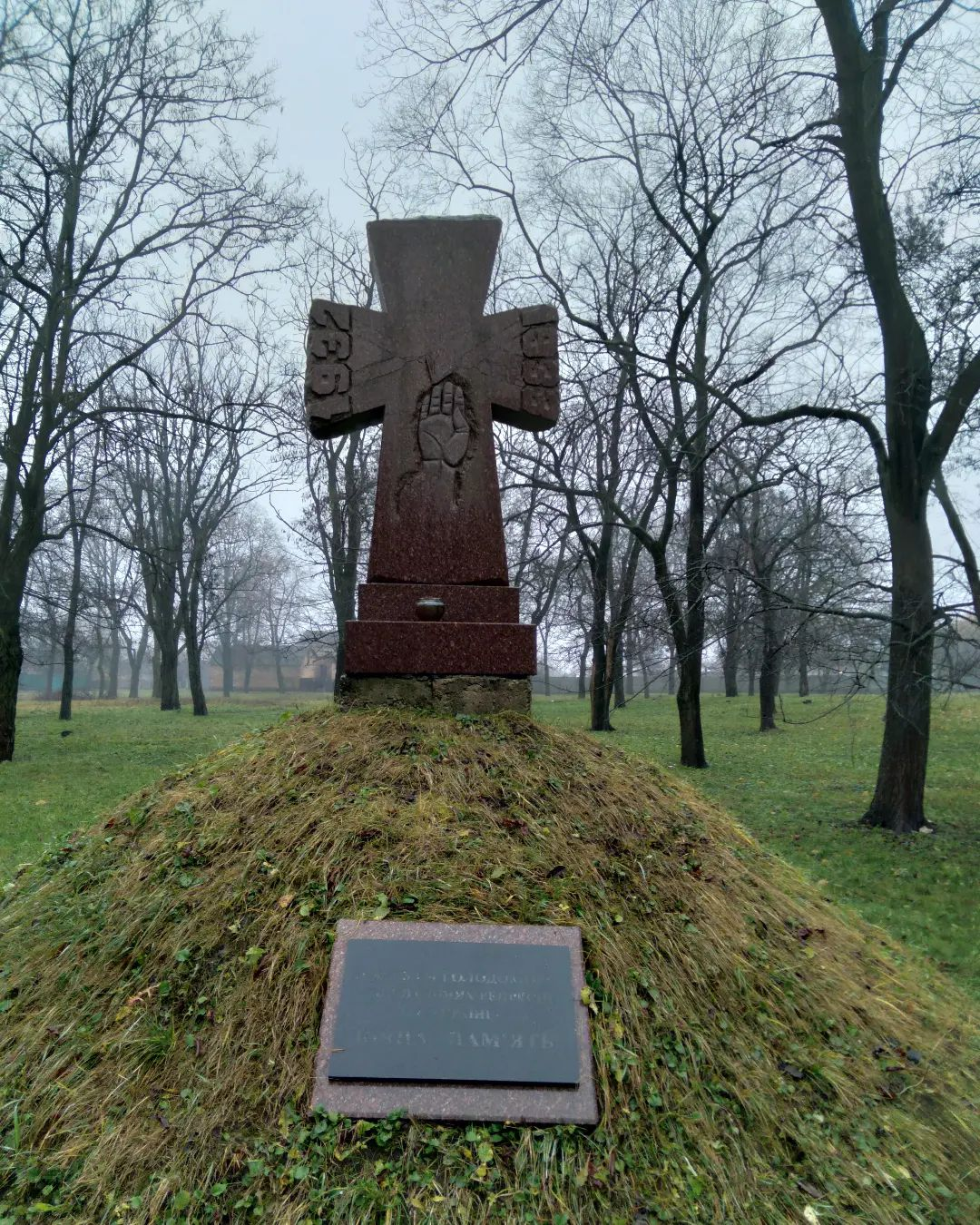
ウクライナの都市の1つにあるホロドモールの犠牲者の記念碑（写真は2022年のホロドモール90周年の日に撮影された）

## 関連作品

### 小説・文学
- Ulas Samchuk, Maria (1934)
- Vasyl Barka, Yellow Prince (1963)
- ヴァシリー・グロスマン『万物は流転する…』中田甫訳、勁草書房、1972年（『万物は流転する』齋藤紘一訳、みすず書房、2013年）
- トム・ロブ・スミス『チャイルド44』（新潮文庫、小説）
- 清水杜氏彦『少女モモのながい逃亡』（双葉社、2020）

### 漫画・グラフィックノベル
- Adrian Lysenko, Illustrated by Ivanka Theodosia Galadza, Five Stalks of Grain,グラフィックノベル, University of Calgary Press（カルガリー大学出版局）, 2022.
- 平沢ゆうな『白百合は朱に染まらない』（講談社コミック）
女性戦闘機パイロットである主人公、および敵国に寝返った幼馴染の出自を描いた前日譚として作中に織り込まれている。
- 那須信弘『泥の季節の嘘つき少年兵』（秋田書店チャンピオンRED　2022年3月号読切）
舞台は独ソ戦だが、主人公の一人の経歴・体験として作中で解説付きで描かれている。

### 映像作品
- Famine-33, ドラマ映画、Oles Yanchuk監督、1991.
- The Guide, ドラマ映画, Oles Sanin監督、2014
- 映画『チャイルド44 森に消えた子供たち』、ダニエル・エスピノーサ監督、2015（原作は上記『チャイルド44』）
- Bitter Harvest、2017、George Mendeluk監督
- 映画『赤い闇 スターリンの冷たい大地で』、アニエスカ・ホランド監督、2019